# Histoire de l'Équateur

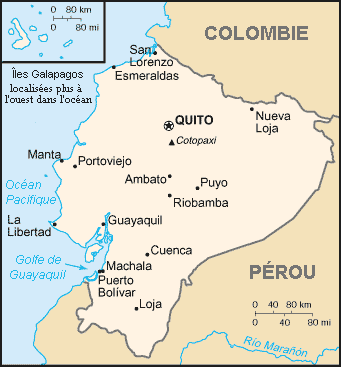
Équateur, carte de base actuelle.

L'Équateur est un pays indépendant depuis le 4 juin 1830.
Durant près de huit millénaires, des populations autochtones ont vécu sur le territoire, avant le siècle de l'Empire inca, puis les trois siècles d'Empire espagnol, avec conquête, colonisation, évangélisation... L'Audience royale de Quito (1563-1822) prospère.
Dans un contexte international chargé (1760-1815), des mouvements d'indépendance (d'avec l'Espagne) accompagnés de guerres imposent une décolonisation de l'Amérique du Sud. De 1810 à 1830, des tentatives de Grande-Colombie s'avèrent difficiles. Le pays devient indépendant en 1830.
De 1830 à 1920, le pays vit l'affrontement de forces conservatrices et de forces libérales : guerres civiles, caudillos... Le cacao assure l'essentiel des ressources. 
De 1925 à 1947, l'effondrement du commerce du cacao se combine avec la crise mondiale.
De 1947 à 1965, le boom économique provient de la banane et d'une industrialisation émergente.
Depuis 1973, les revenus de l'exploitation pétrolière assurent une certaine stabilité économique, sociale et politique.
La population du pays est estimée à environ 18 millions d'Équatoriens en 2023, hors migrations et diasporas.

## Avant 1500c: peuples indigènes

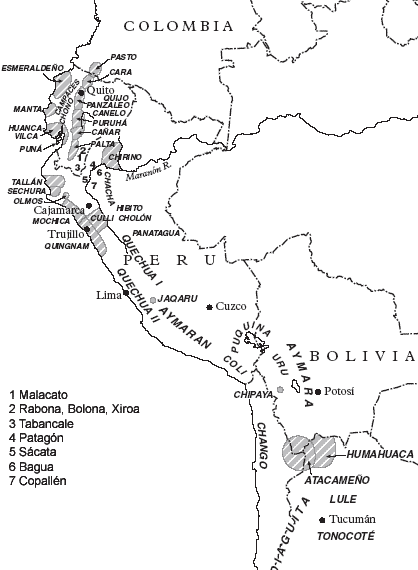
Langages andins (pré-inca).

L'histoire de l'archéologie en Équateur est récente pour ce qui concerne les populations pré-incaïques, dont la redécouverte des arts précolombiens en Équateur.
Tumaco-La Tolita (660 AEC - 400), culture Bahia (500 AEC-500), "Jama Coaque" (335 AEC-1532).

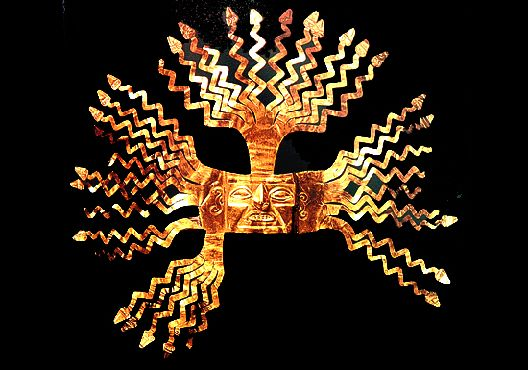
Soleil d'or Tumaco-La Tolita.

Les premières traces de civilisation de paléoaméricains (dans le pays) sont connues sous le nom d'abord de la culture paléomaéricaine de Las Vegas (es) (11000-4000 AEC), puis surtout de Valdivia (3000-1300 AEC). 
Lui succèdent la culture Machalilla (1800-950 AEC), puis la culture Chorrera (1300-300 AEC), également très répandue sur le territoire.
Il convient de citer les cultures "mayo-chinchipe-marañón" (3550 AEC-250), "cotocollao" (1500 AEC-500), "guangala" (500 AEC-500),
Ensuite, vers 500 apr. J.-C. apparaissent les premiers Amérindiens, avec leurs formes organisées de peuplement, et les créations d'États restés en place jusqu'au VIIIe siècle : peuples indigènes de l'Équateur, langues en Équateur. 
Il a également existé d'autres cultures : Milagro-Quevedo (400c-1500c), quitu (500-), cañari (500-1533), nariño (650c-1150c), culture manteña-huancavilca (650c-1550c)... Parmi divers sites : Catequilla. 
La population globale est très difficile à estimer.

### Galerie Valvidia

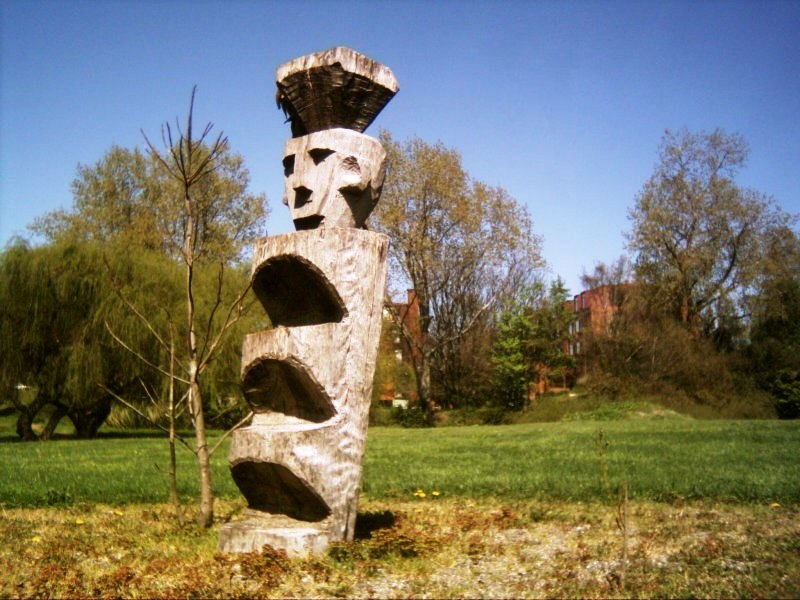
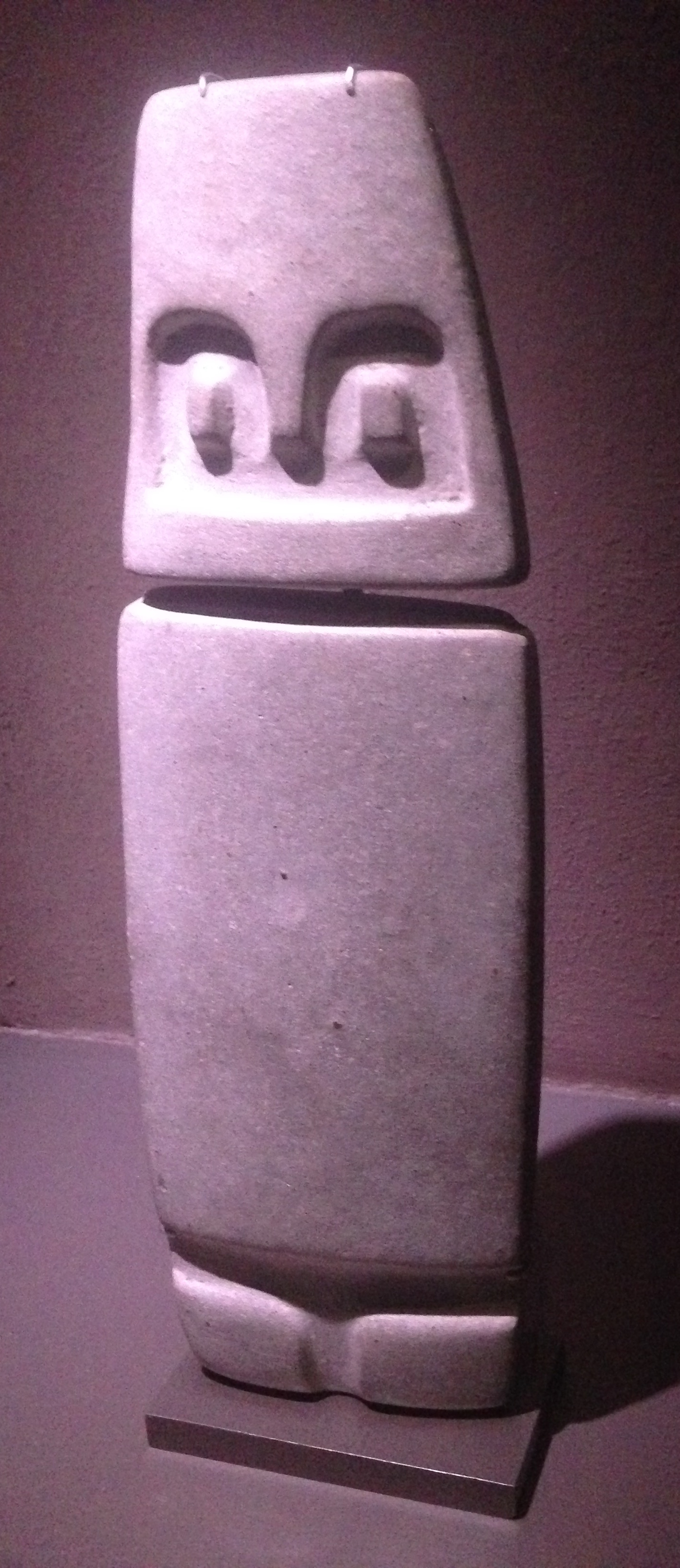
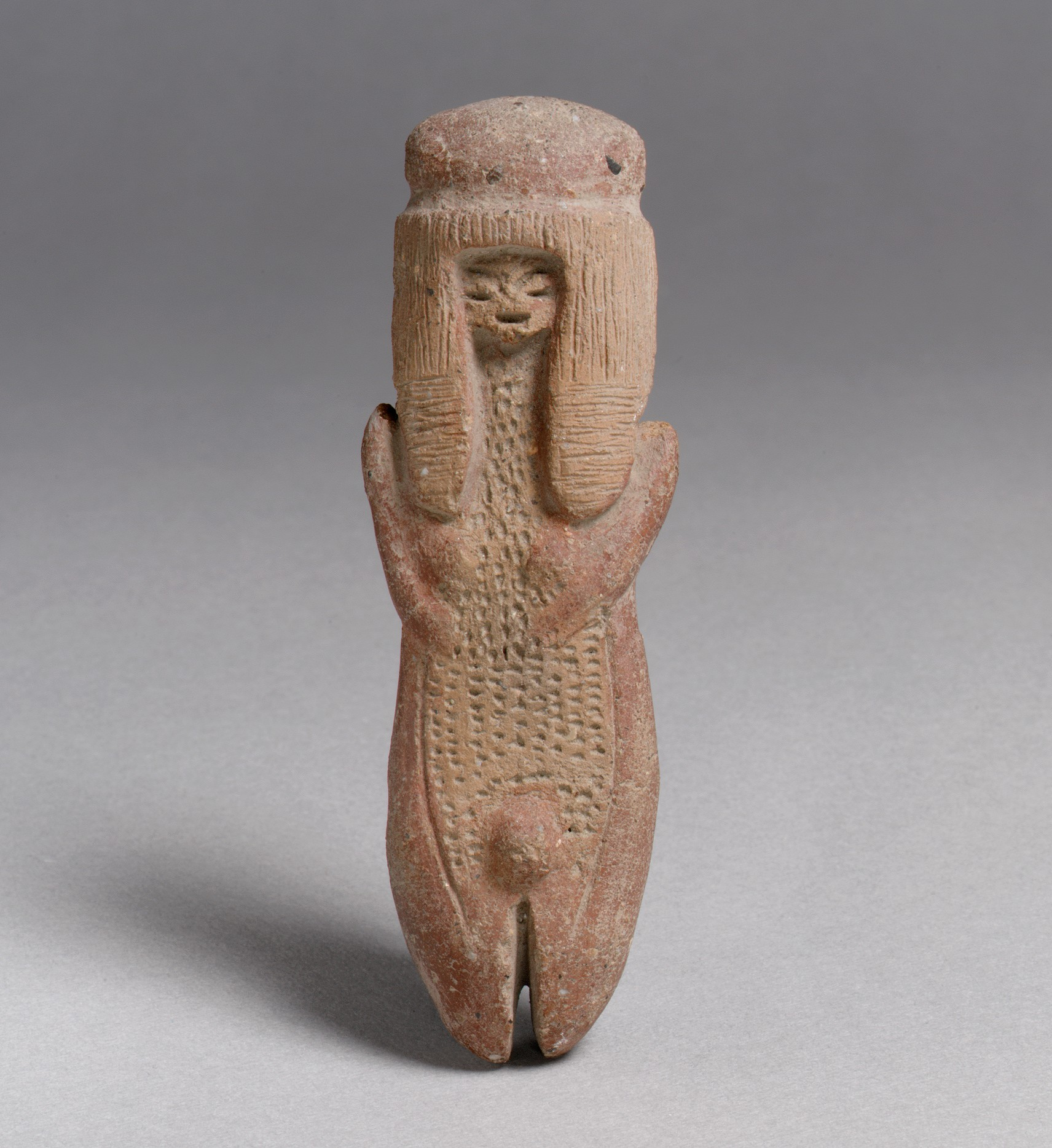
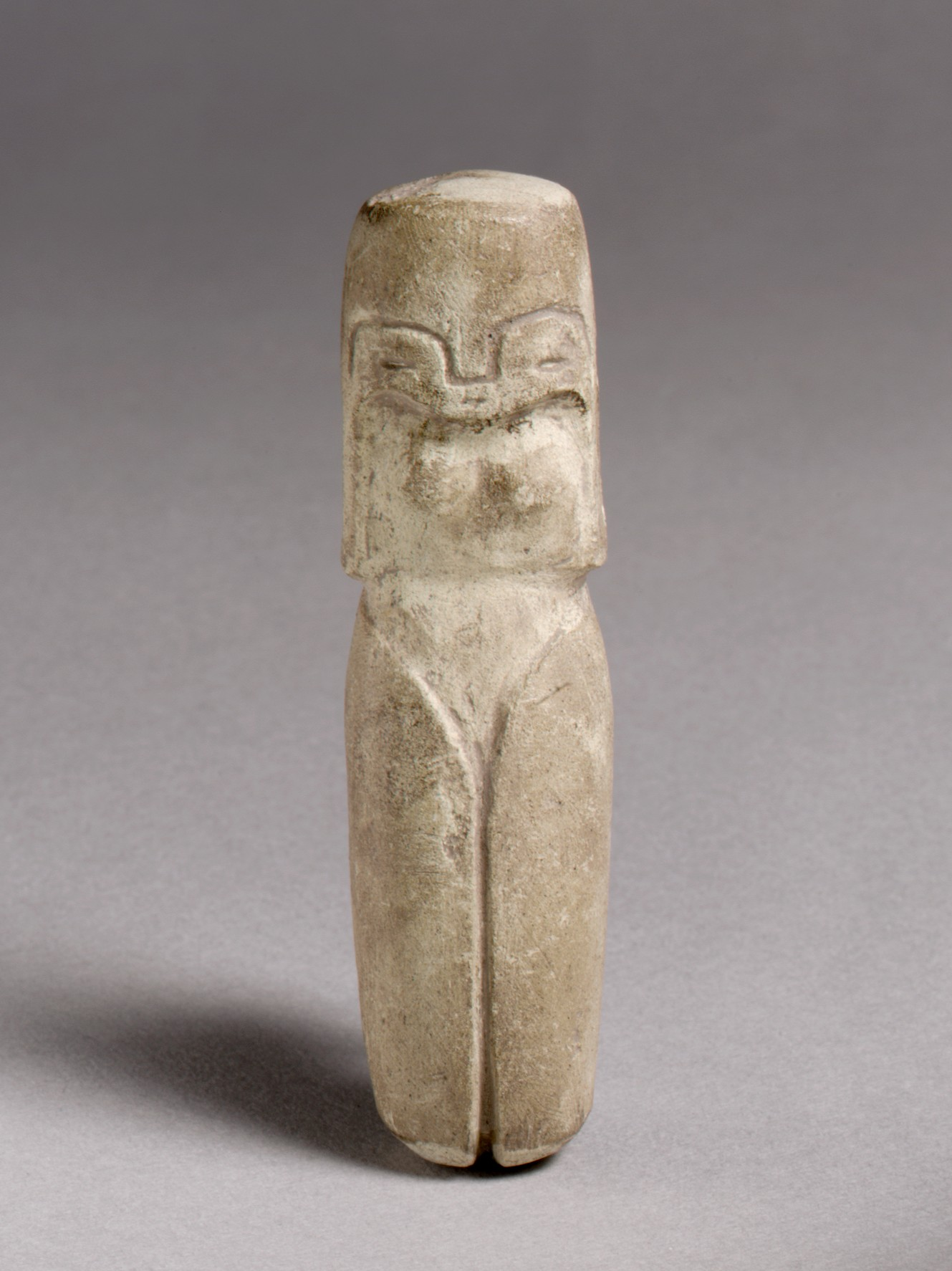
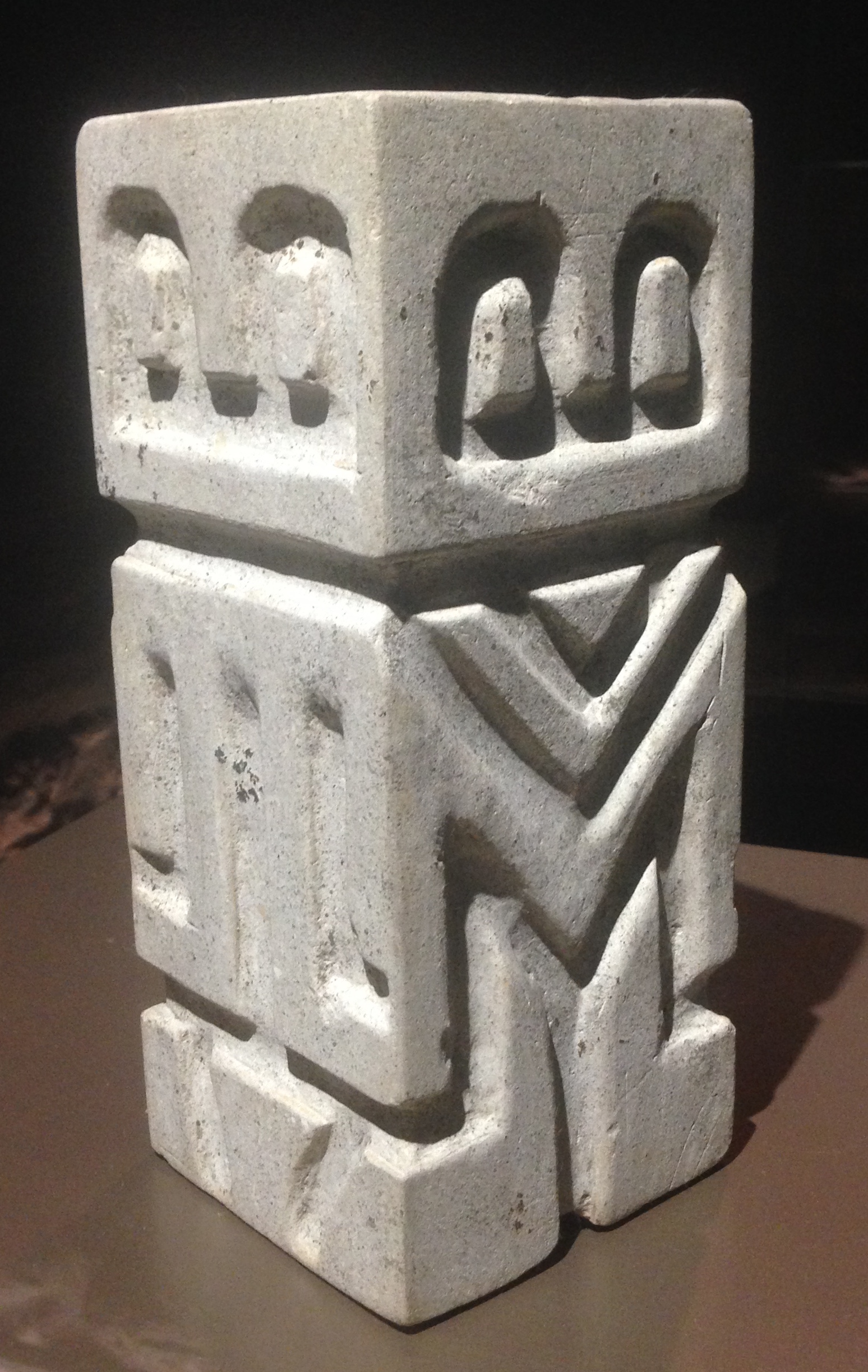

### Galerie Chorrera

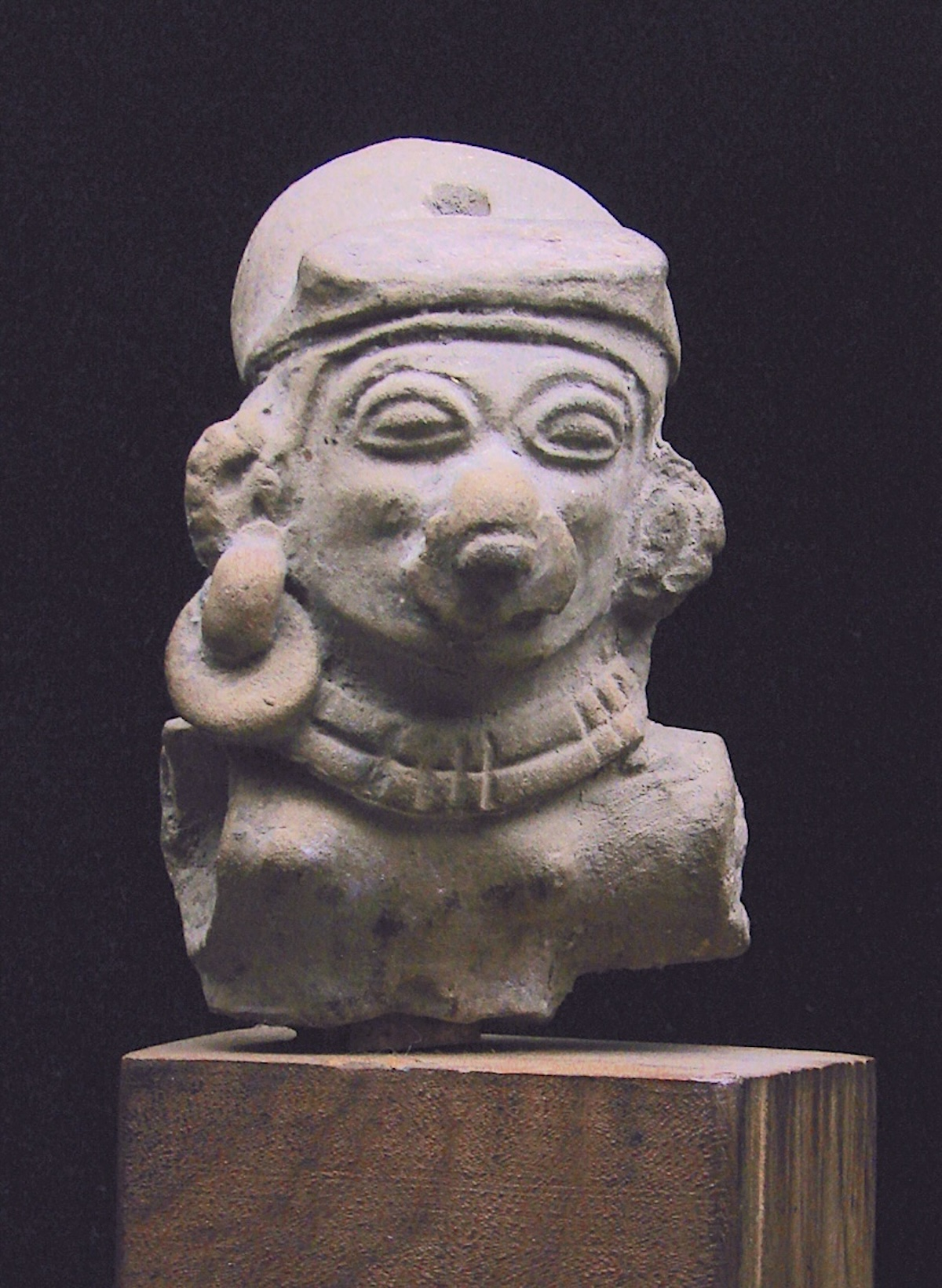
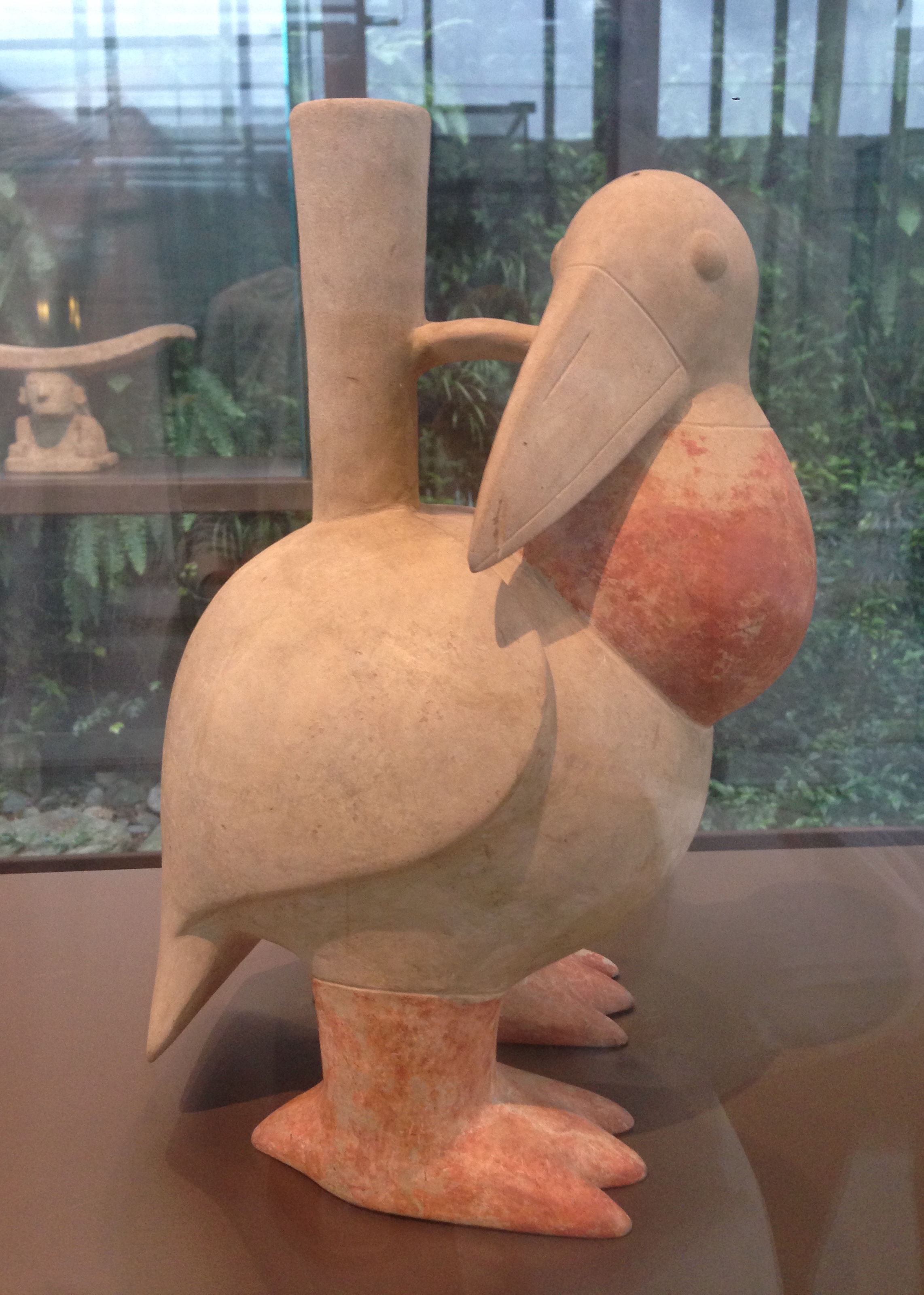
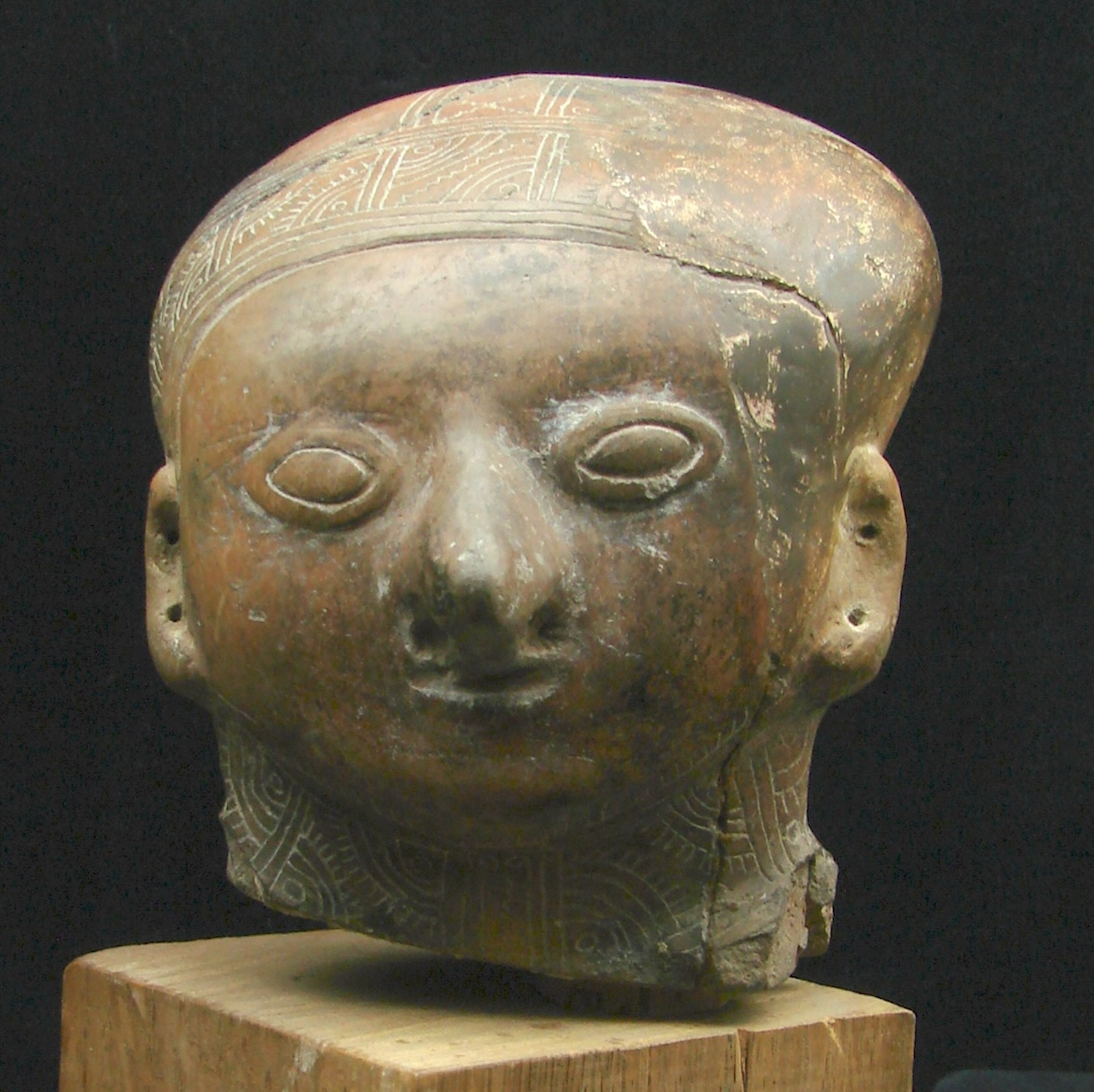
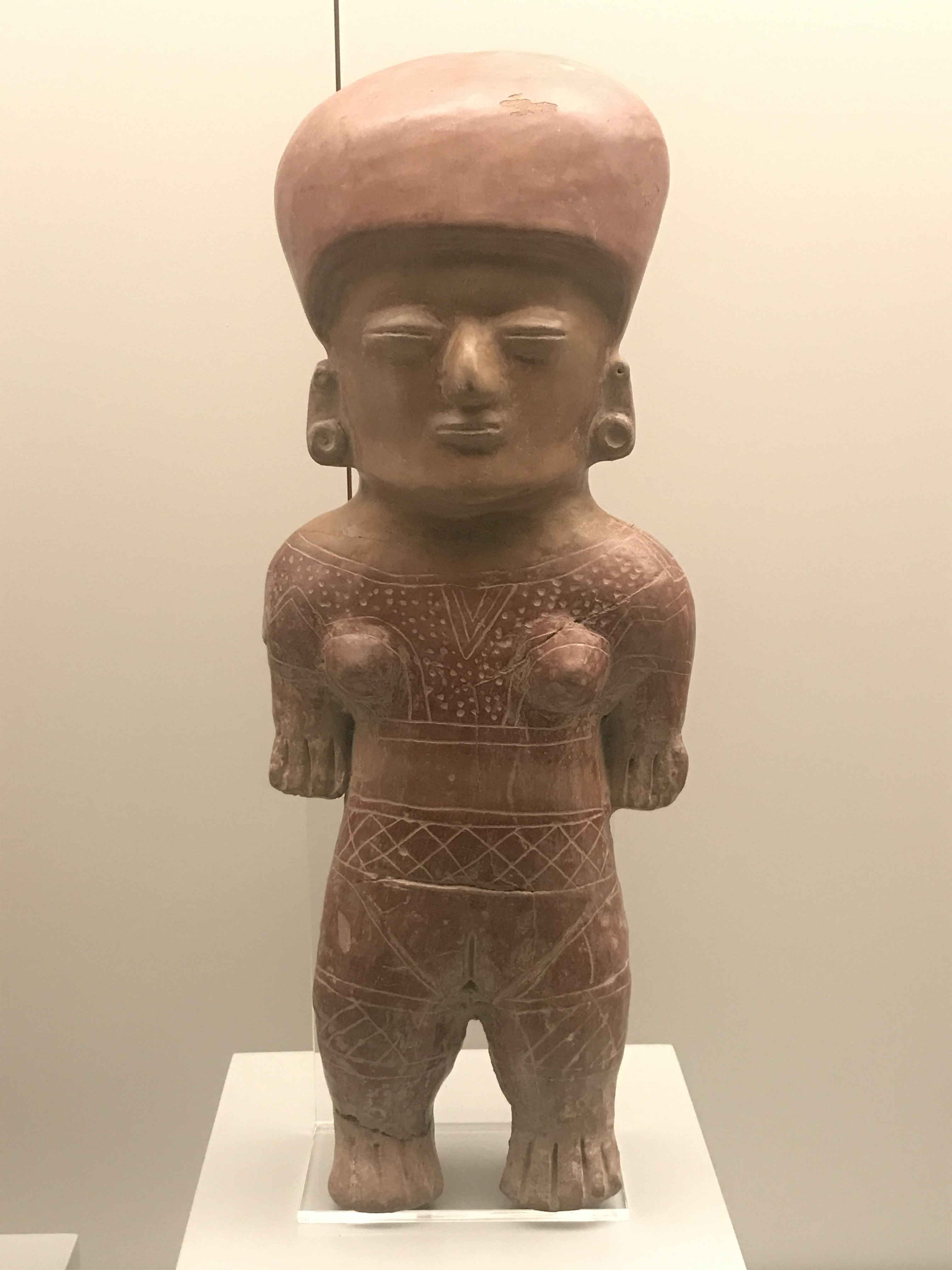
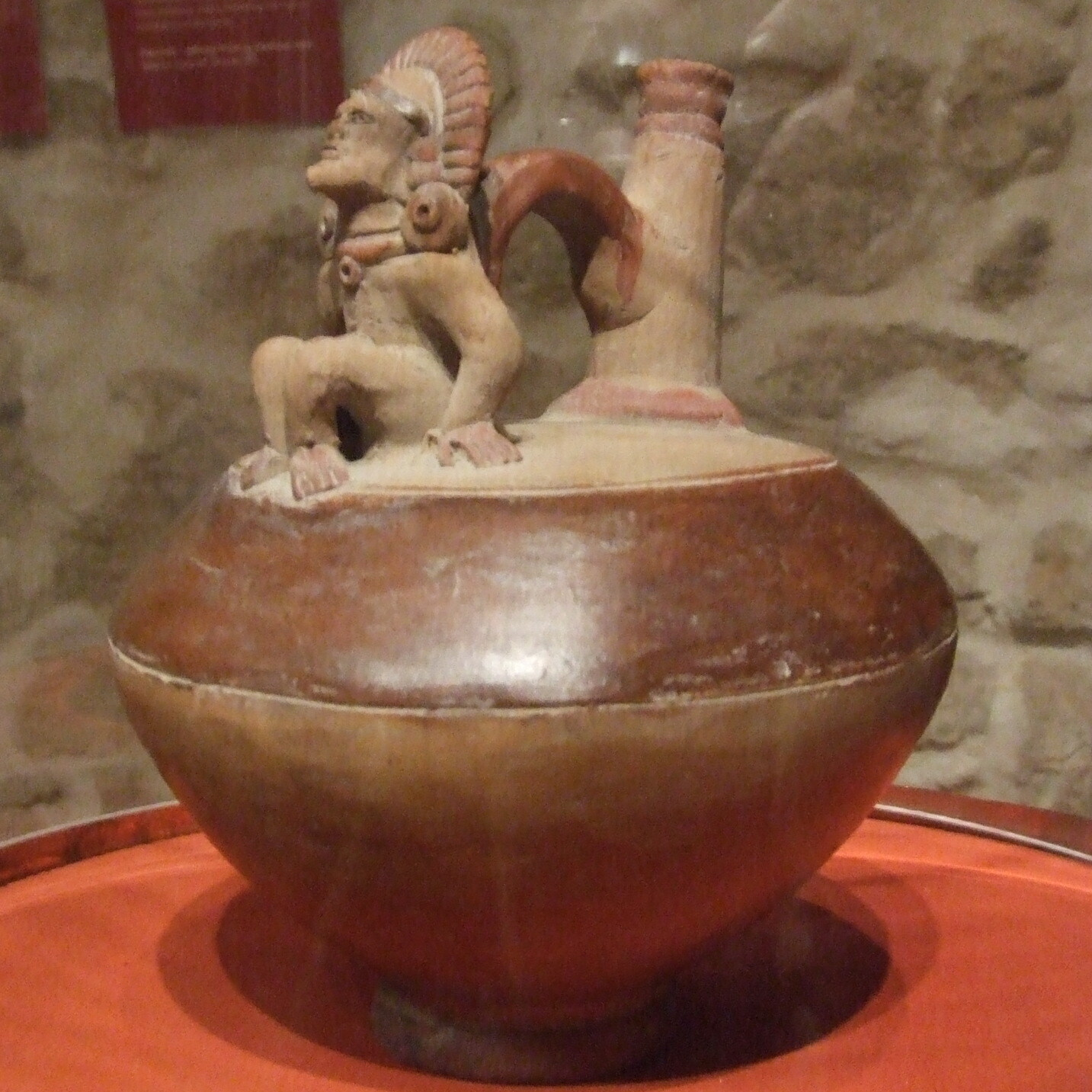

### Galerie Jama-Coaque

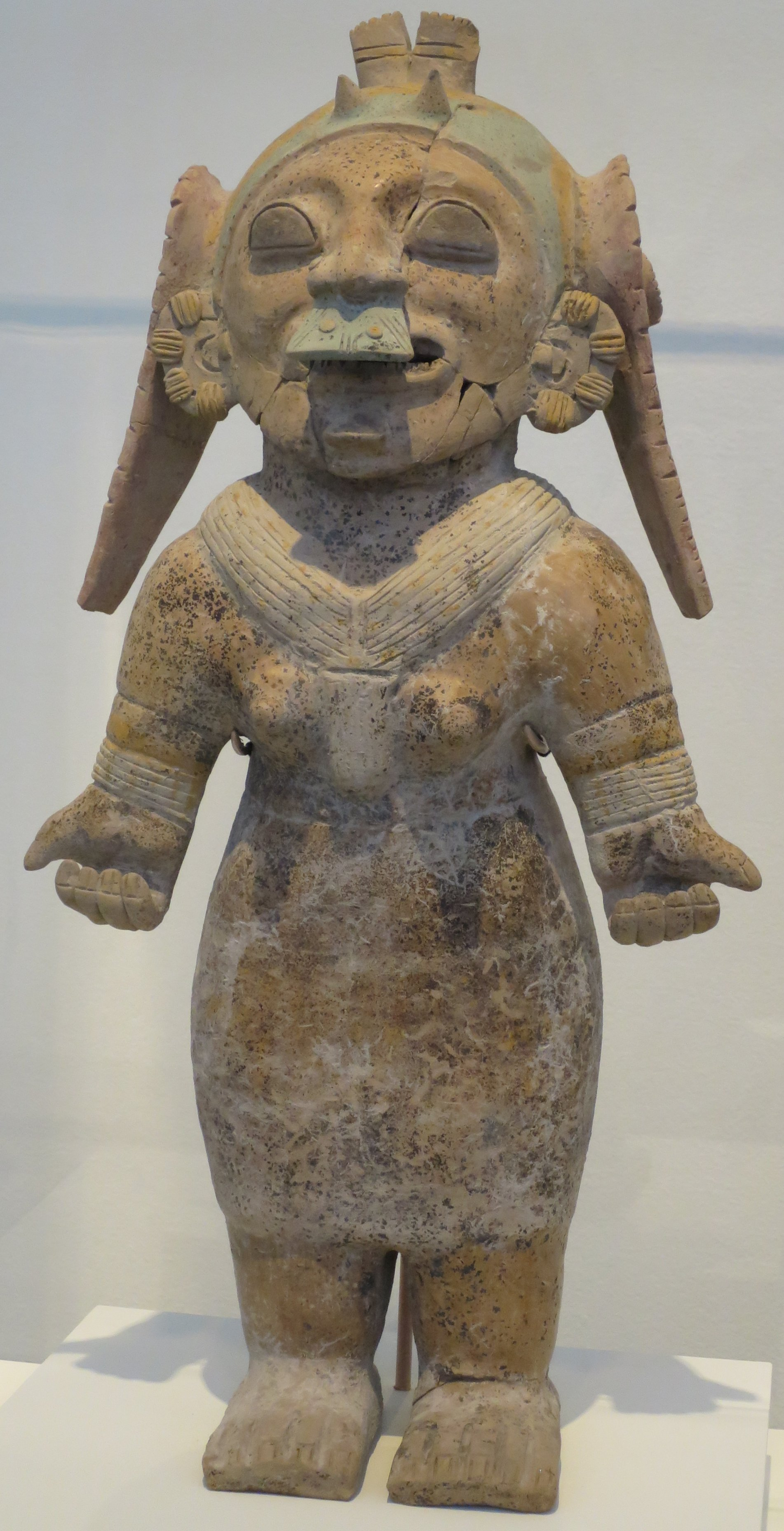
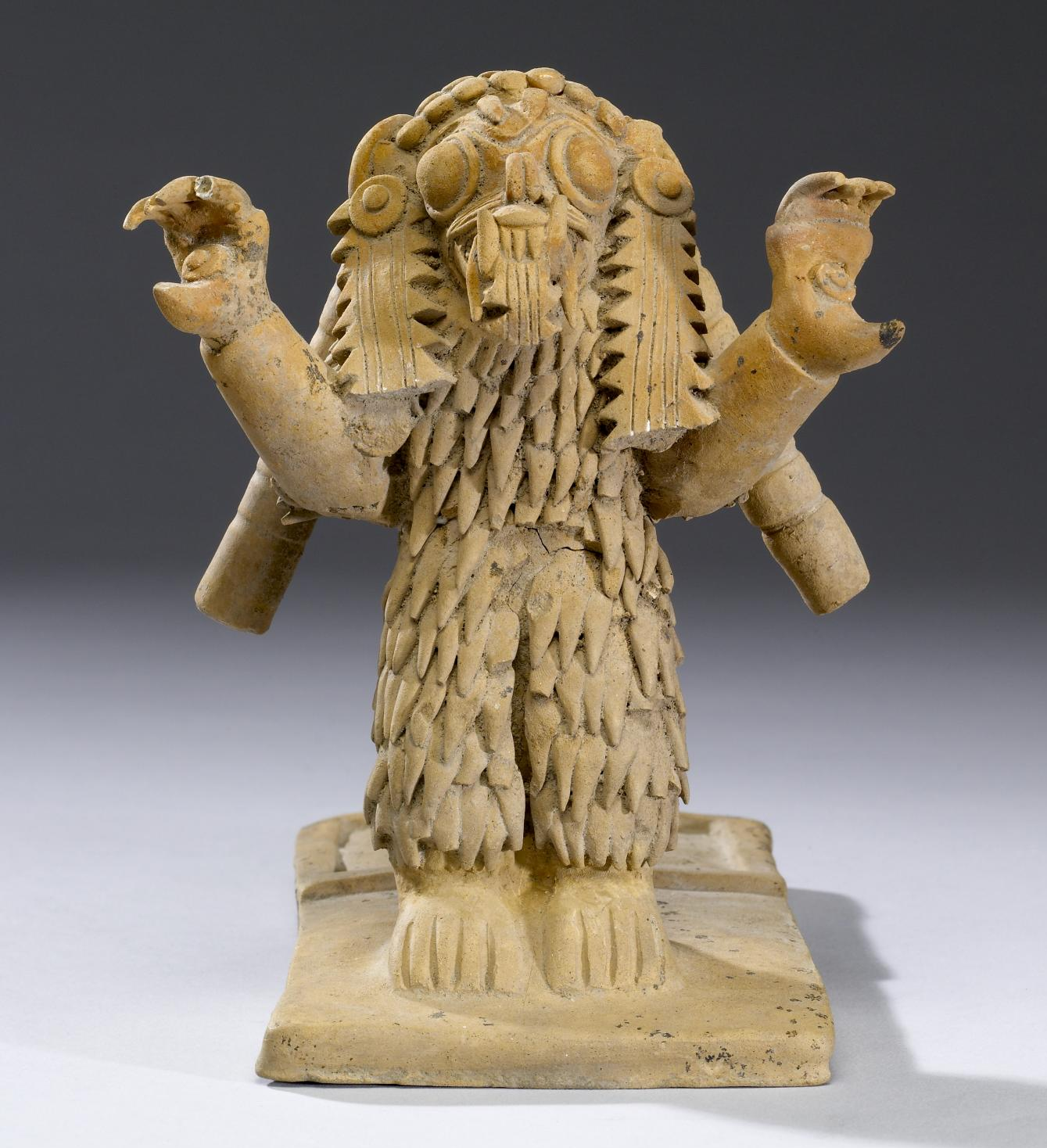
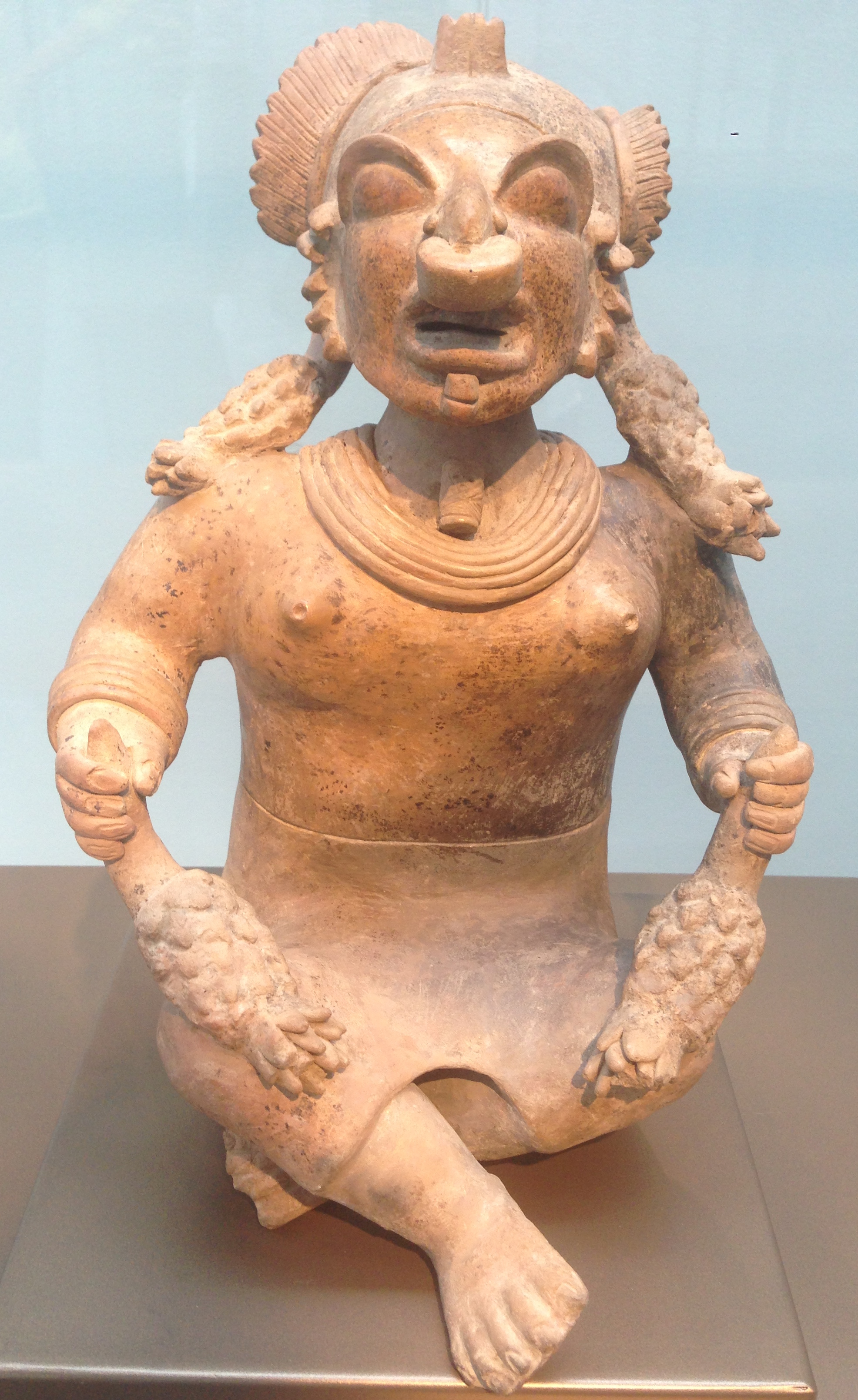
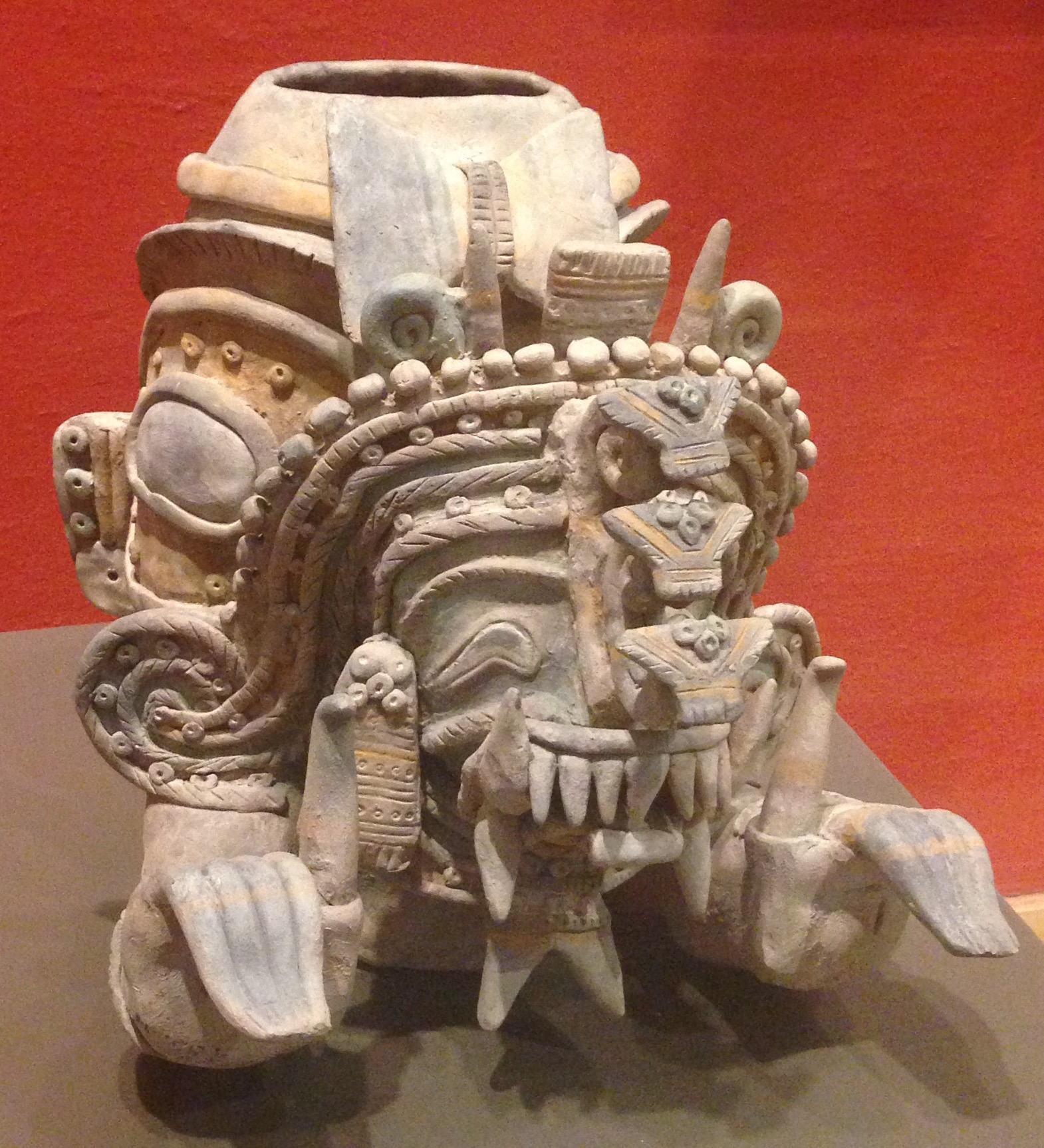
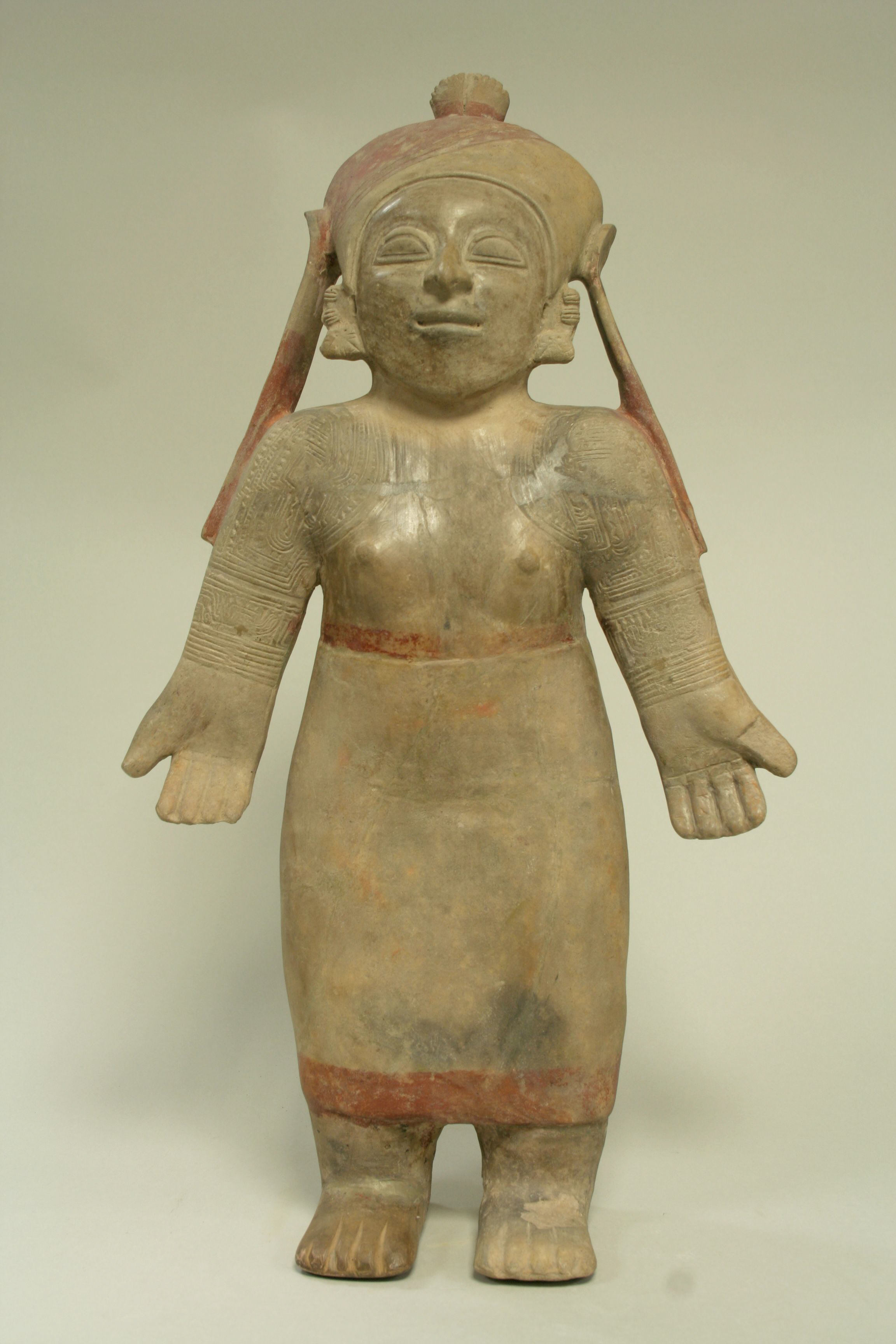

## Domination inca (1430c-1530c)
Enfin, les Incas intègrent tous ces peuples sous leur domination à partir du XVe siècle, avec leur organisation sociale très développée et leur expansionnisme très marqué. 
L'Empire inca ou incaïque, le plus vaste avant la colonisation européenne, dure au moins un siècle (1430c-1533c), se concentre sur les Andes, et regroupe environ 14 millions d'humains. 
La civilisation inca non plus ne saurait être traitée dans un article correspondant à une nation moderne.
Le site d'Ingapirca (mur de l'inca) est le site le mieux conservé de l'époque inca en territoire équatorien.

### Galerie Ingapirca

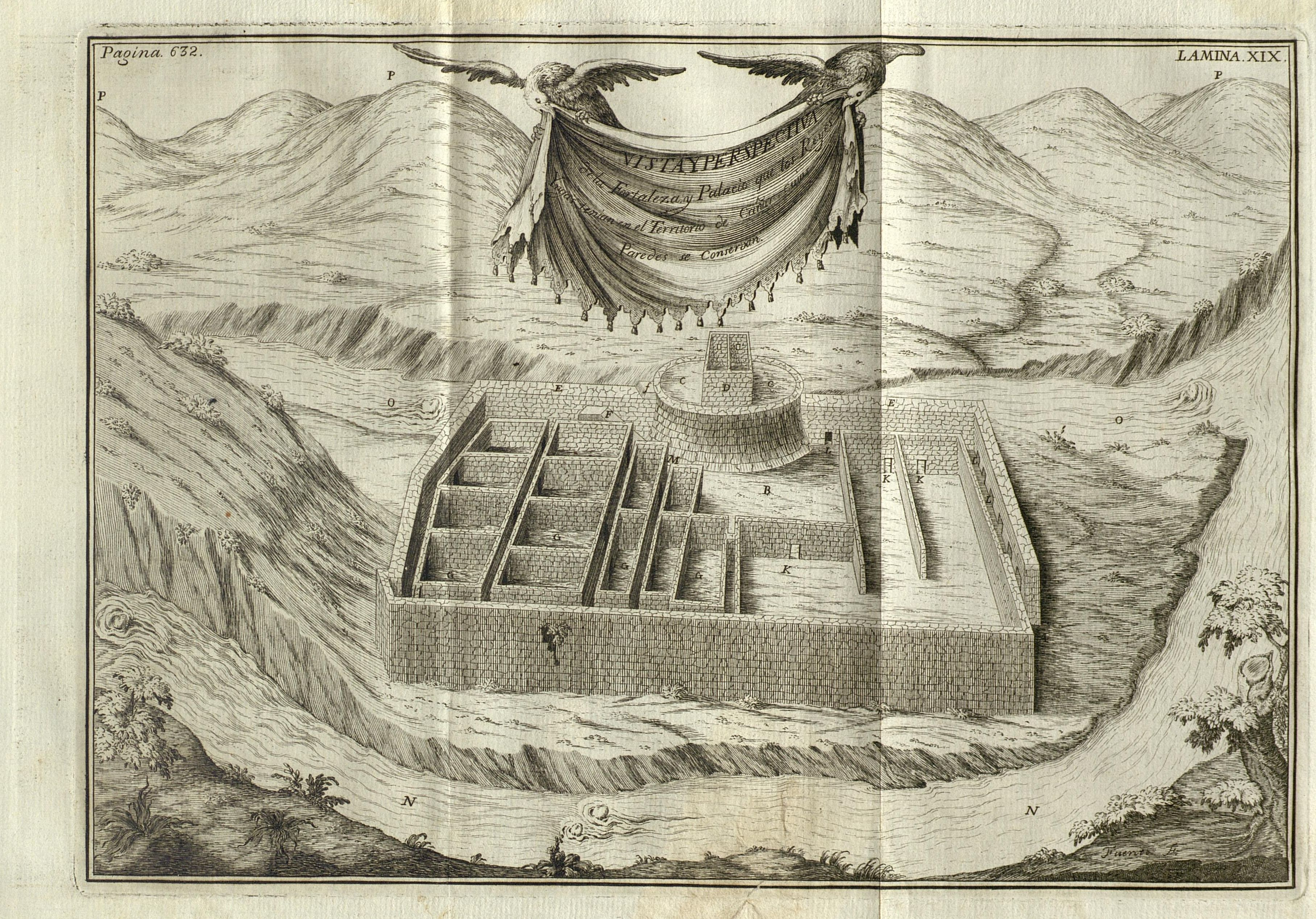
Plan tiré de la Relacion historica (1748) de Juan Jorge.
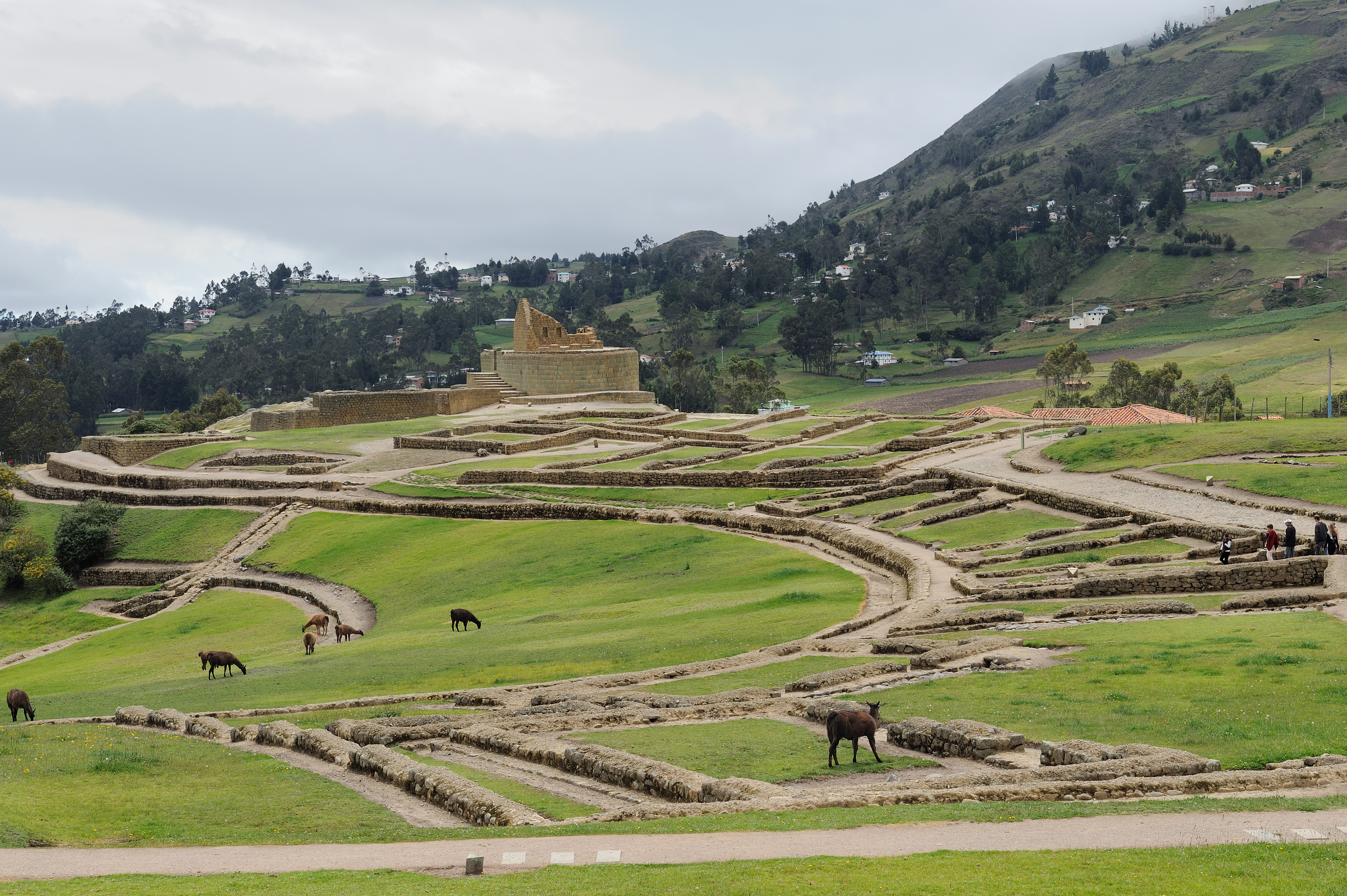
Ruines, 2010.
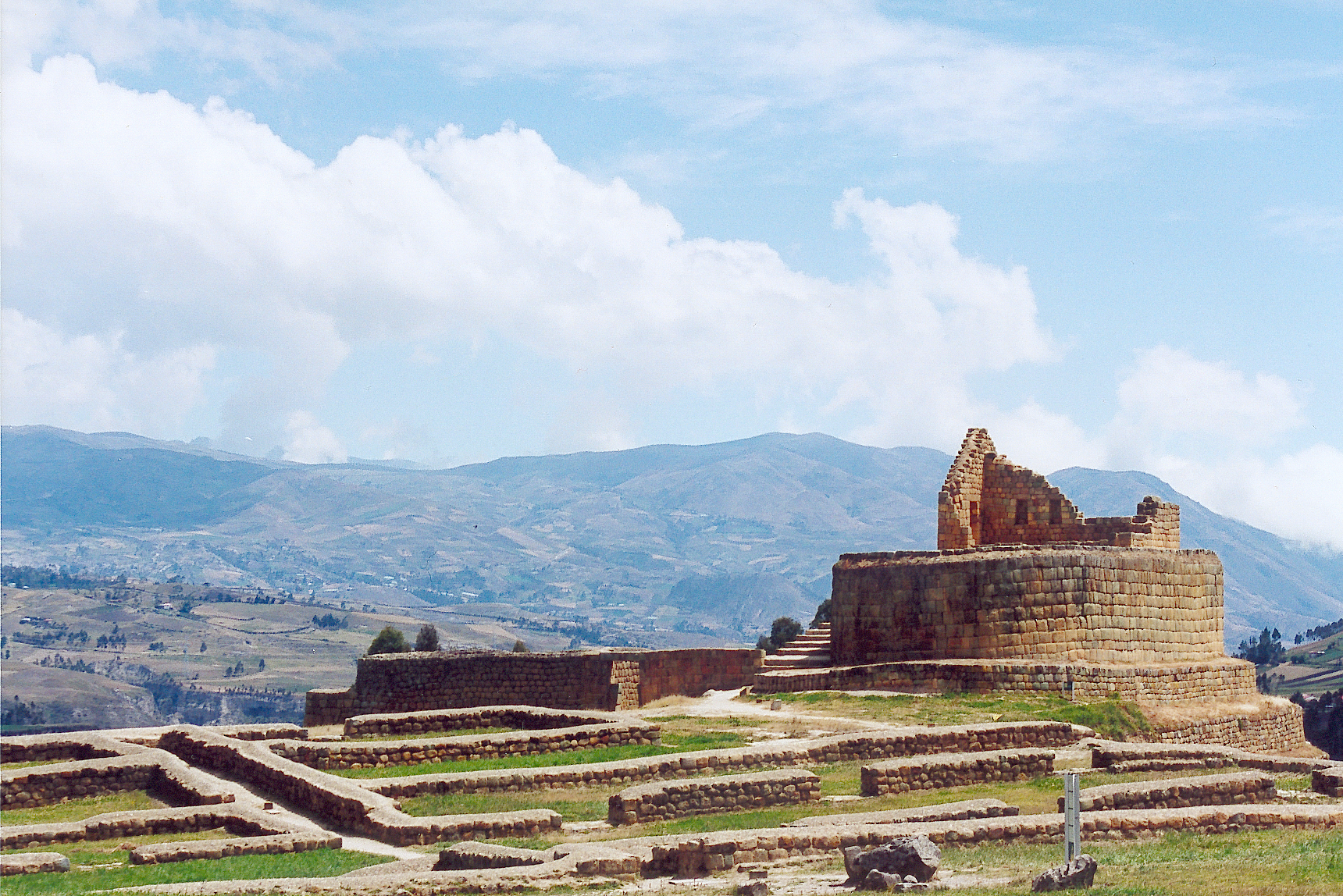
Ruines, 2010.

## Période coloniale espagnole (1530c-1830c)

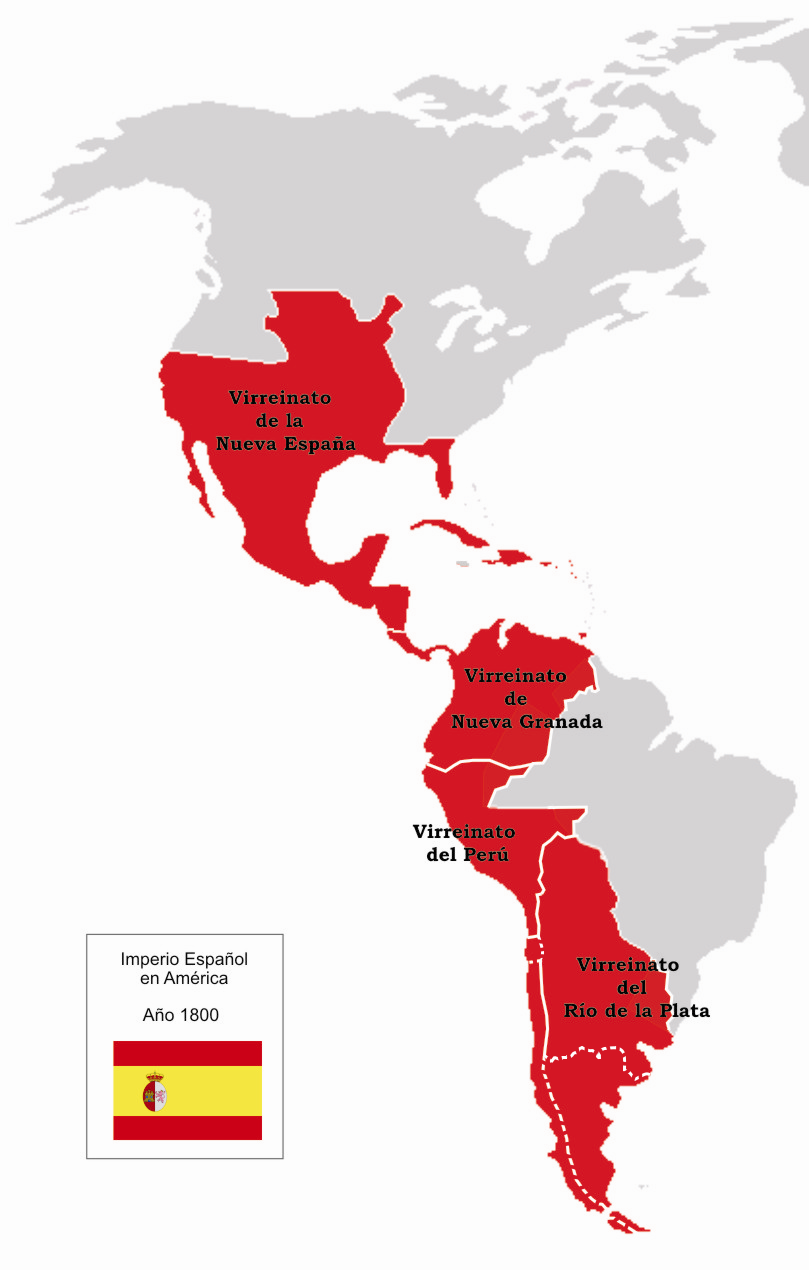
L'Empire espagnol en Amérique vers 1800.

Les conquistadores espagnols arrivent sous le commandement de Francisco Pizarro en 1532. 
Ils sont interprétés par les magiciens du pouvoir inca comme le présage de la fin de leurs temps, immobilisant de facto toute réaction coordonnée du peuple Inca.
Cet affaiblissement du pouvoir inca permet, après une résistance faible issue de la disproportion des armes de guerre des deux camps, aux Espagnols la conquête du nouveau royaume de Quito deux ans plus tard. 
De nombreux indigènes meurent au cours des années qui suivent à cause des maladies jusqu'alors inconnues apportées par les envahisseurs.
L'Audience royale de Quito (1563-1822) (autre nom de l'Équateur) est d'abord un territoire placé sous l'autorité du vice-roi du Pérou. Puis, de 1717 à 1723, elle est intégrée à la vice-royauté de Nouvelle-Grenade, dont la capitale est Bogota (Colombie). Elle est par la suite placée sous l'autorité de Lima (Pérou) jusqu'en 1739, puis de nouveau sous celle de la Nouvelle-Grenade.
Le développement économique est conséquent, du moins pour une élite sociale d'origine espagnole.
Le développement culturel (religieux, universitaire, musical, pictural) est remarquable.

## Lutte pour l'indépendance (1809c-1824c)
Les premiers mouvements contestataires sérieux se produisent au XVIIIe siècle, alors que les souverains Bourbons d'Espagne tentent de faire passer d'importantes réformes, qui auraient notamment pour effet d'alourdir considérablement la fiscalité.
En 1803, les Indiens de Guamote et Columbe se soulèvent contre la dîme, un impôt en faveur de l'Église.
Une nouvelle insurrection contre l'Espagne a lieu en 1809. À cette époque, l'Espagne est depuis 1808 en guerre contre l'invasion de son ancien allié, l'Empire français de Napoléon Ier, qui profite des désaccords entre Charles IV et son fils Ferdinand VII pour nommer roi d'Espagne son frère Joseph Bonaparte. Mais cette tentative d'autonomisation, dont le but est plus de contrer l'« usurpateur » que de conquérir l'indépendance, est mise au pas par les forces du vice-roi du Pérou.
Il faut attendre l'année 1820, tandis qu'au Nord la lutte menée par Simón Bolívar (1783-1830) a quasiment abouti à l'indépendance de la Nouvelle-Grenade et du Venezuela pour qu'un nouveau soulèvement se produise, cette fois dans la ville portuaire de Guayaquil, dont l'indépendance est obtenue le 9 octobre 1820. Le nouvel État, nommé Province libre de Guayaquil, entreprend une campagne pour libérer le reste de l'Audience royale de Quito, mais après une victoire lors de la bataille de Camino Real le 8 novembre 1820, l'armée de Guayaquil se trouve en grande difficulté après les défaites de Huachi et Tanizahua, alors que dans le même temps la ville de Cuenca qui s'était libérée le 3 novembre 1820 est retombée sous le joug espagnol après la bataille de Verdeloma, le 20 décembre 1820.
Au pied du mur, le président de Guayaquil, José Joaquín de Olmedo (1780-1847), demande l'aide de Simón Bolívar, qui envoie en janvier 1821 le général José Mires (1785-1829) à Guayaquil avec armes et munitions. Le 6 mai 1821, le général Antonio José de Sucre (1795-1830) débarque à son tour avec des renforts colombiens. Après plusieurs batailles entre Guayaquil et Quito, l'armée de Guayaquil, désormais dirigée par Sucre et renforcée par des troupes argentines envoyées du Pérou par José de San Martín (1778-1850), remporte une victoire décisive le 24 mai 1822 lors de la bataille de Pichincha, près de Quito et obtient la capitulation des troupes espagnoles de la Real audiencia. À la suite de la rencontre de Guayaquil entre Bolívar et le Libertador argentin José de San Martín, la région devient partie intégrante de la République de Grande Colombie, fondée et dirigée par Bolívar, qui englobe aussi le Venezuela, le Panama et la Colombie.
- Guerre d'indépendance de l'Équateur (1811-1824)

### Galerie 1820-1830

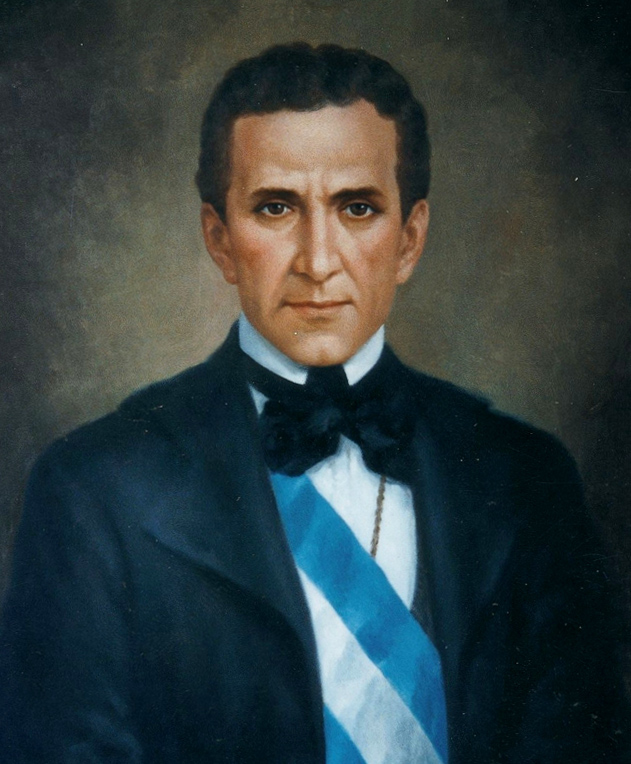
José Joaquín de Olmedo.
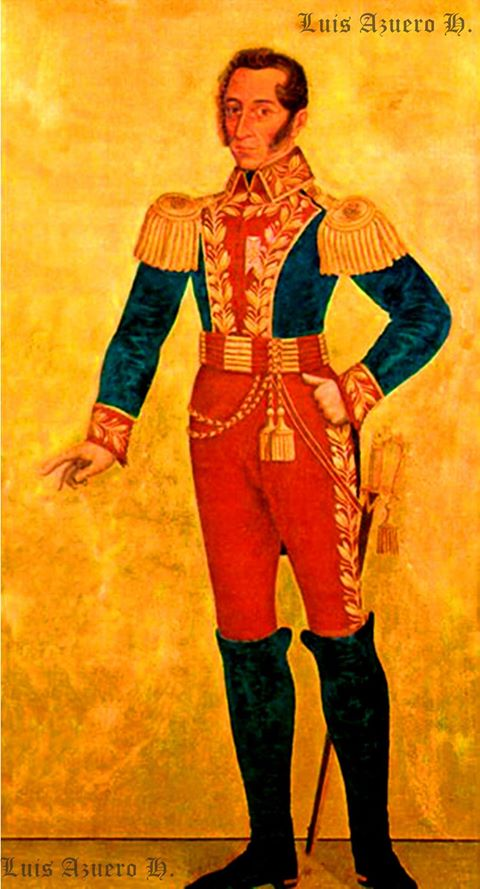
José Mires.
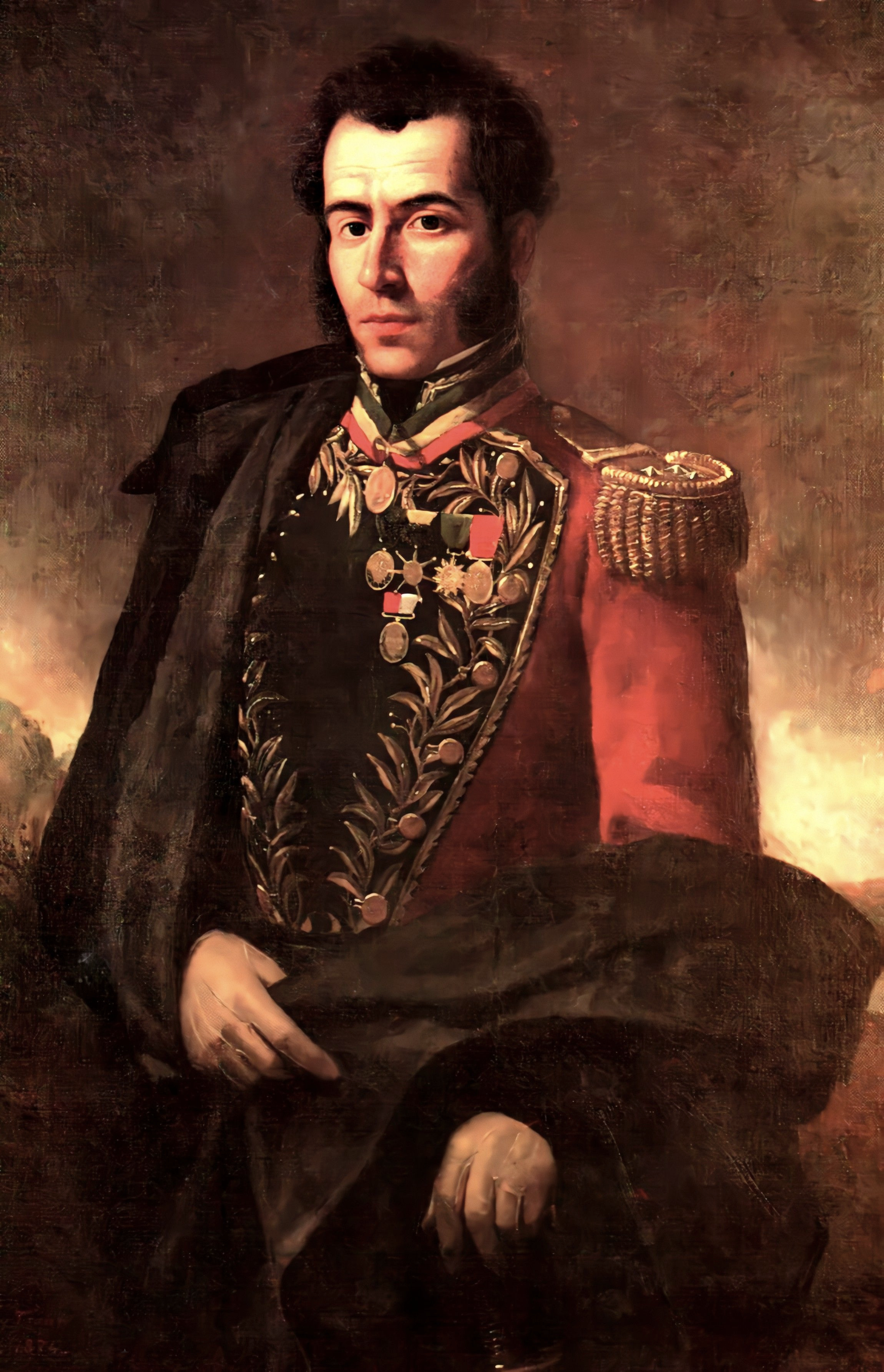
Antonio José de Sucre.
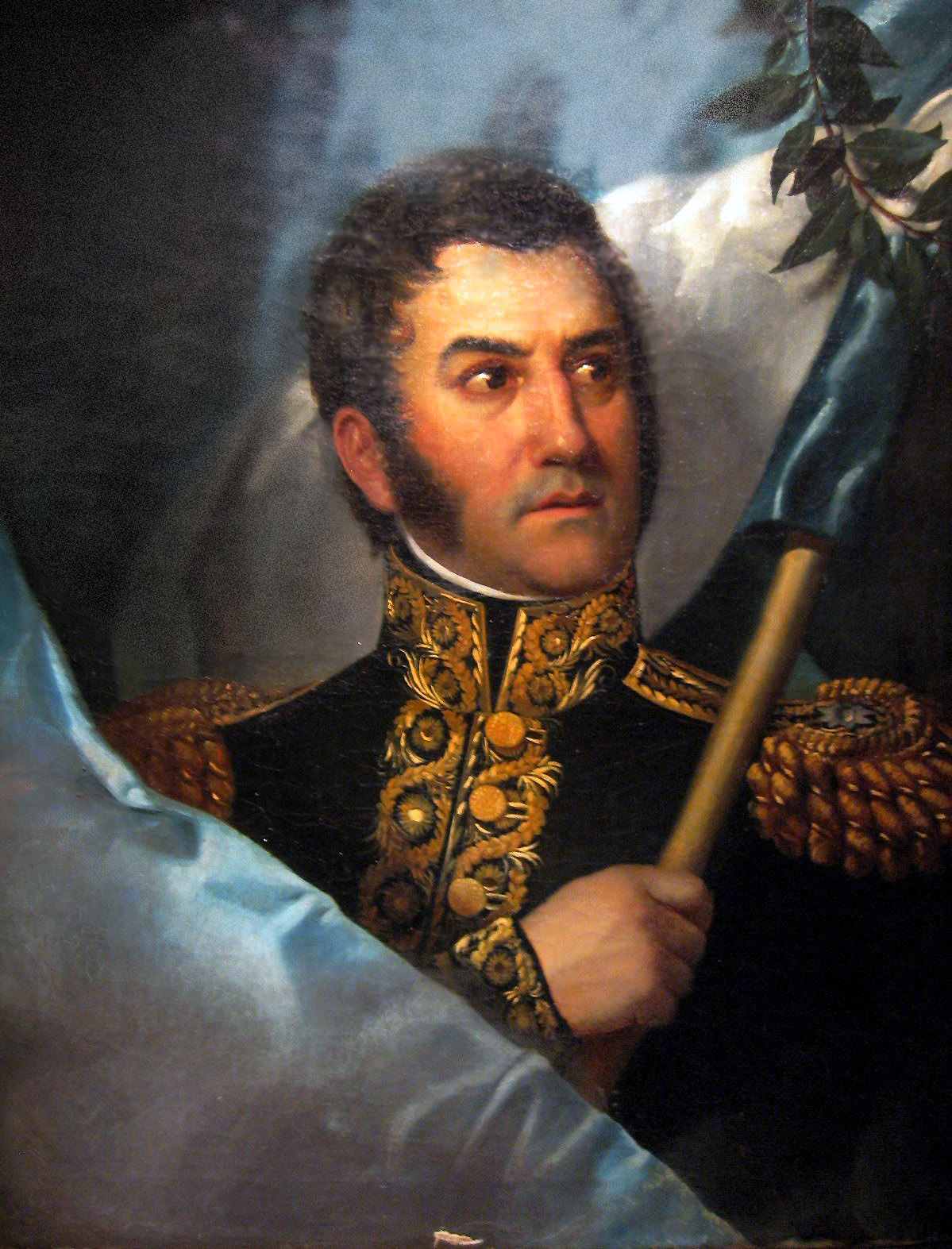
José de San Martín.
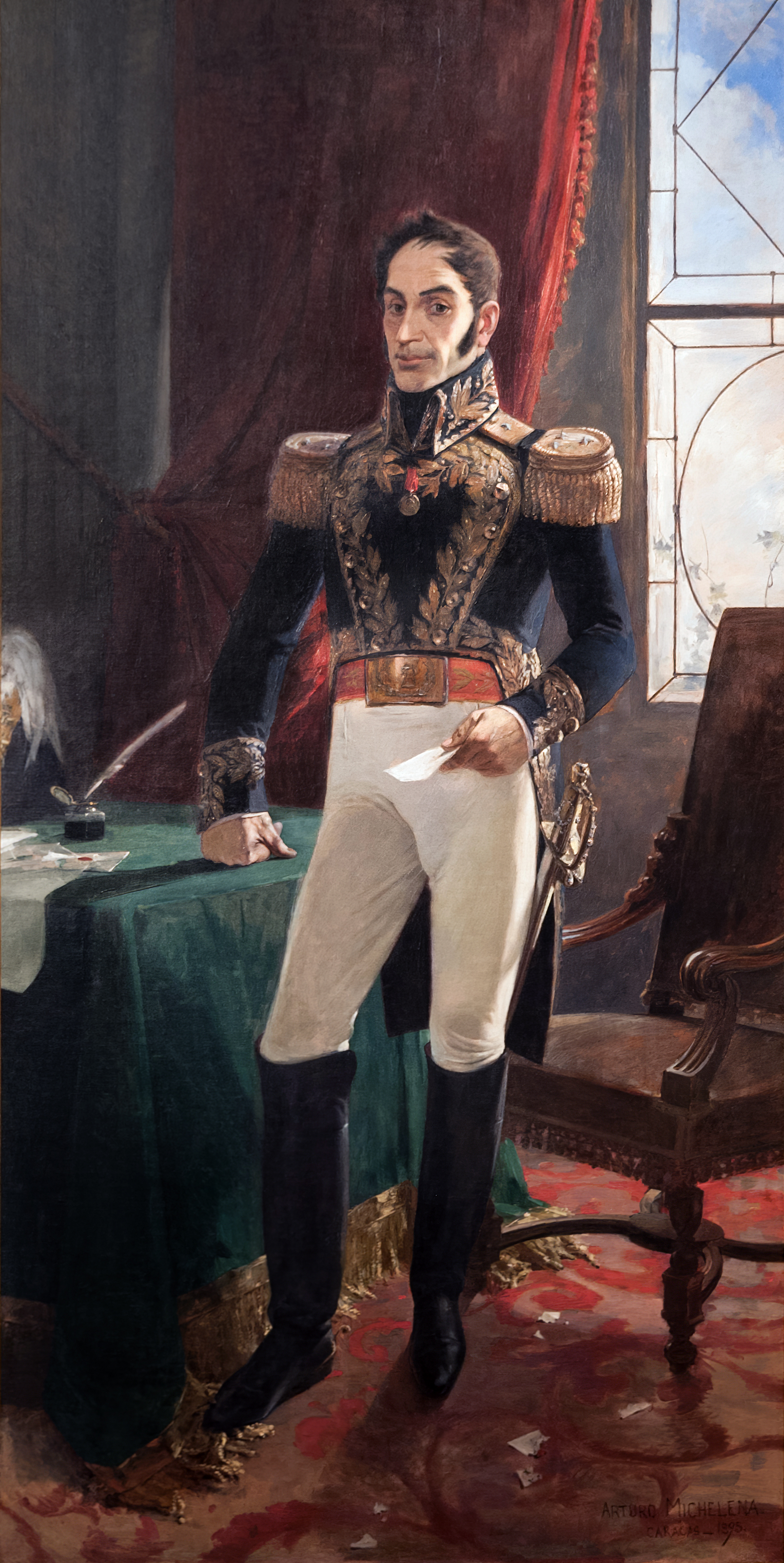
Simón Bolívar.

## LeXIXesiècle
Le 13 mai 1830 le Distrito del Sur déclare son indépendance vis-à-vis de la Grande Colombie. Puis le 14 août 1830, cette indépendance devient effective et le Distrito del Sur prend officiellement le nom de République de l'Équateur. Le général Juan José Flores, l'un des héros de la guerre d'indépendance, en devient le premier président (ou plutôt instaure sa dictature personnelle), avant d'être chassé du pouvoir en 1845 après un intermède de Vicente Rocafuerte. En fait, de 1830 à 1948, l'Équateur connaît plus de soixante-deux gouvernements successifs, de type présidentiel, militaire ou dictatorial. Le pouvoir alterne entre les partis conservateurs et les partis libéraux représentant la bourgeoisie créole.
En 1832, le nouvel État prend possession des îles Galápagos. À l'issue d'une longue période d'instabilité, le conservateur Gabriel García Moreno réunifie le pays en 1860, en chassant de Guayaguil le général Franco, soutenu par le dictateur péruvien Castilla. Directement ou indirectement, Garcia Moreno gouverne l'Équateur pendant une quinzaine d'années, avec le soutien de l'Église catholique, mais il est assassiné en 1875. 
Eloy Alfaro organise en 1895 une révolution libérale. Président de 1895 à 1911 avec une interruption entre 1901 et 1906, il propose dès sa prise du pouvoir de « mettre fin à la théocratie », rédige une Constitution sans référence à Dieu dans son préambule et met fin au Concordat avec l'Église catholique. Son deuxième mandat voit également l'inauguration de la ligne de train reliant Quito à Guayaquil. Sur le plan politique, la liberté de presse et d'opinion est reconnue ; l'élection présidentielle se fait au suffrage universel direct pour quatre ans avec une clause de non rééligibilité immédiate. Sur le plan social, Alfaro crée des écoles, des collèges, des écoles normales. Il abolit les dimes et impôts sur les propriétés indigènes les plus pauvres, témoignant ainsi d'une préoccupation inédite de l’État pour le sort des indigènes. Le libéralisme équatorien se scinde en deux tendances : les modérés, groupés autour de Leónidas Plaza et des notables du parti, veulent mettre un frein aux réformes entreprises par Alfaro ; cette tendance se tourne vers les propriétaires terriens, la bourgeoisie d'affaires et le clergé. De l'autre, les radicaux, fidèles à Alfaro, veulent continuer les réformes contre les privilèges subsistant du vieux système patriarcal colonial. Alfaro est finalement renversé en août 1911. Après un nouvel exil à Panama, il reprend les armes à Guayaquil, mais est cette fois vaincu et exécuté avec certains de ses partisans..

### Galerie d'évolution territoriale

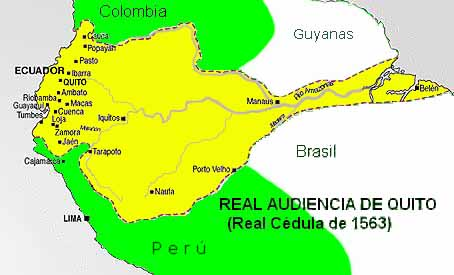
Audience royale de Quito.
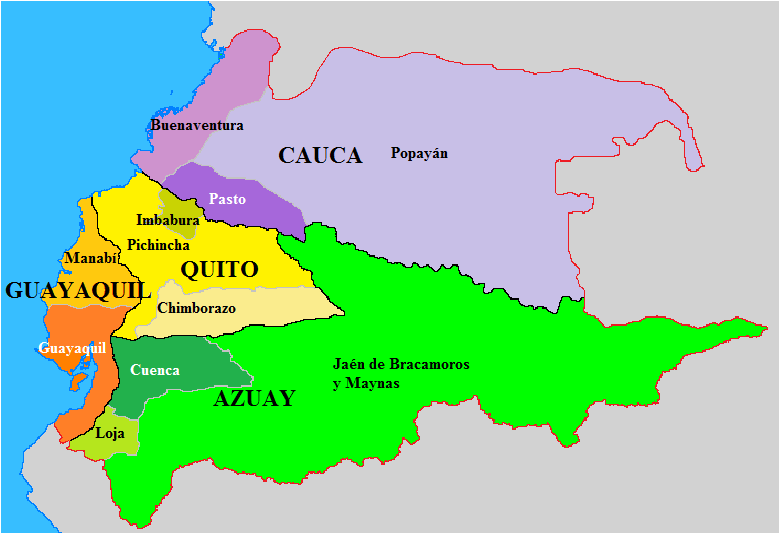
1830.
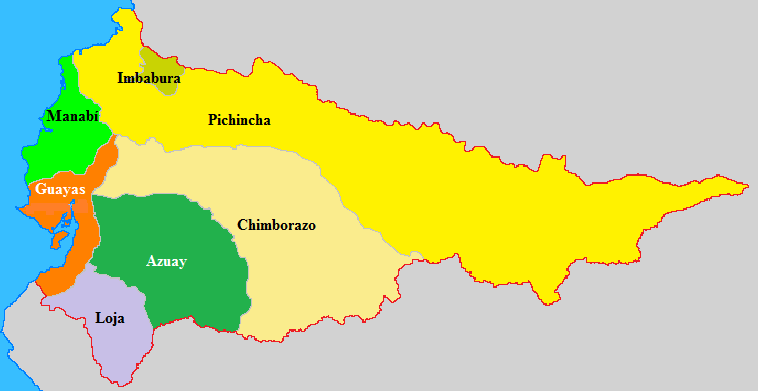
1835.
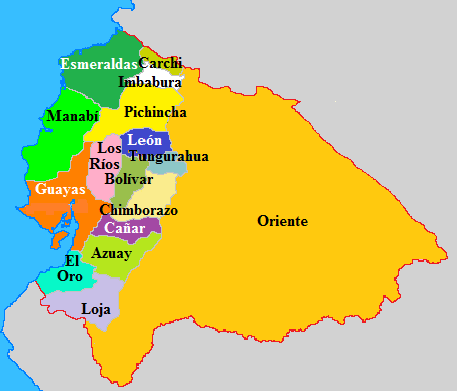
1916.
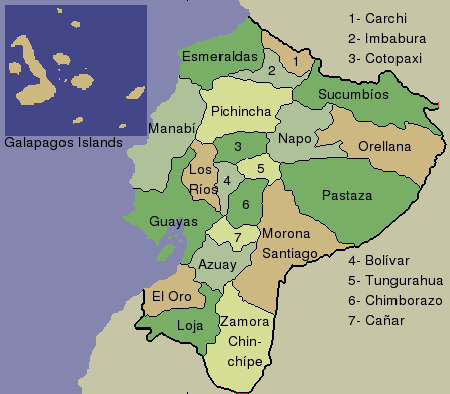
1998.

## LeXXesiècle
Au cours de la première moitié du XXe siècle, le mouvement ouvrier émerge et se structure dans le pays : en 1909 puis en 1922 se tiennent deux « Congrès ouvriers ». La grève générale de novembre 1922 à Guayaquil est réprimée dans le sang par l'armée le 15 novembre, faisant plusieurs centaines de victimes. Cette répression est l'événement qui par sa marque sanglante marque le début des luttes syndicales en Équateur, selon les mots de l'historien Jorge Salvador Lara. En 1926 est fondé le Parti socialiste de l'Équateur, dont une scission rejoint la IIIe Internationale en 1931 sous le nom de Parti communiste de l'Équateur.

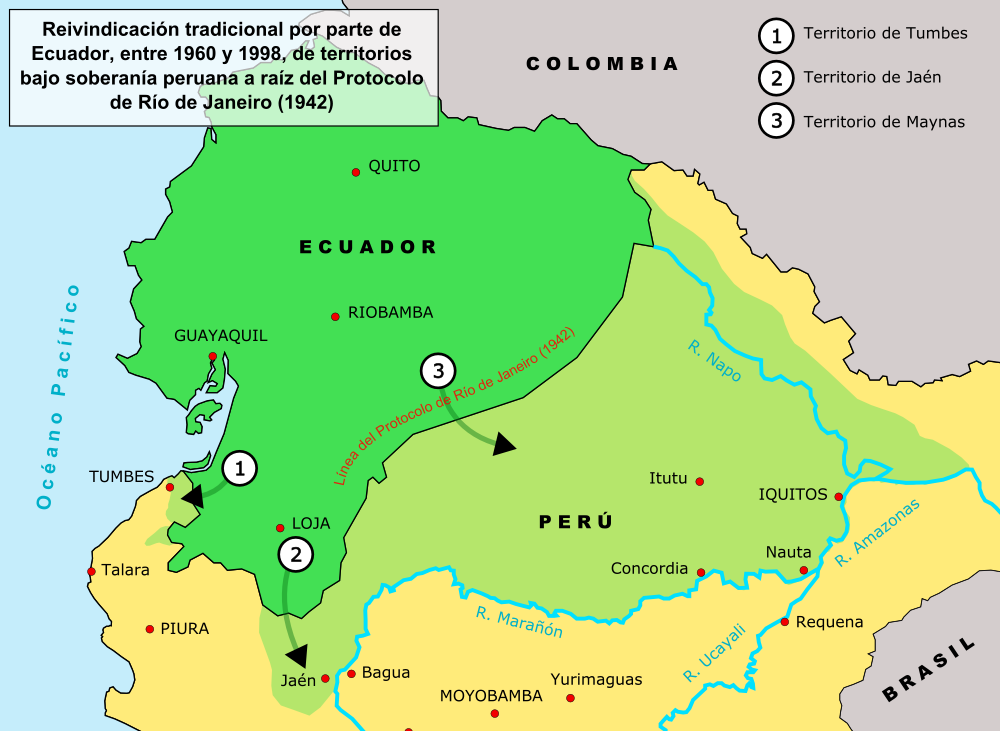
Revendications équatoriennes sur le Pérou.

En 1910, un nouveau conflit avec le Pérou éclata, en 1920, une crise toucha l'industrie du cacao, en 1925, le président libéral Carlos Alberto Arroyo del Río fut renversé par une révolte militaire qui instaura José María Velasco Ibarra (l'une des figures emblématiques du pouvoir équatorien) pendant les années 1934 et 1935 avec le soutien de la faction conservatrice.
En 1941, le Pérou envahit l'Équateur dans sa région amazonienne, la guerre qui s'ensuivit s'achève par la signature d'un traité du protocole de Rio en 1942, qui attribue au Pérou la moitié du territoire équatorien et presque la totalité de sa forêt amazonienne. Le pays oriente donc sa politique extérieure vers une coopération avec les autres États continentaux et en 1948, il devient l'un des membres signataires de la charte de l'Organisation des États américains. Ce conflit reprend brièvement en 1950 et en 1960, sans apporter de changements significatifs à la carte politique de la région.
En 1952, Velasco Ibarra, à la tête d'une coalition politique, est de nouveau candidat à la présidence de la république. Il dirige le pays entre 1952 et 1956, puis entre 1960 et 1961. 
En 1963, l’armée renverse le président Carlos Julio Arosemena Monroy qu'elle accuse faussement « d'avoir des sympathies pour le communisme ». 
D'après l'ex agent de la CIA Philip Agee, en fonction plusieurs années en Équateur, les États-Unis auraient incité ce coup d’État pour éliminer un gouvernement qui refusait de rompre avec Cuba. 
De 1963 à 1966 une nouvelle dictature s'installe, mais en juin 1968, Velasco Ibarra est réélu, mais son mandat ressemble à une nouvelle dictature. En février 1972, un dernier coup d'État est mené par le général Guillermo Rodríguez Lara. Pendant les quatre années de sa présidence, il utilise les revenus des ressources pétrolières du pays pour le doter d'infrastructures : hôpitaux, écoles, routes, etc. Il tente de faire appliquer un début de réforme agraire mais doit composer avec l'inflexibilité des grands propriétaires, le conduisant à son tour à radicaliser sa position : « Et plus d'oligarchie, de classes dominantes qui foulent aux pieds la majorité, plus de reste de féodalisme ! Je n'ai accepté ni n'accepterai aucune influence étrangère. » La Texaco Gulf interrompt l'extraction et l'exportation de pétrole, tandis que Washington suspend son soutien militaire. En dépit des pressions extérieures et du conflit avec les élites économiques, le dialogue entretenu entre le gouvernement et le mouvement social permet à l’Équateur de bénéficier de quatre ans de stabilité sans précédent. En janvier 1976, il est « démissionné » par le vice-amiral Alfredo Poveda. Celui-ci purge l’armée de ses éléments progressistes, réaligne le pays sur Washington et effectue une transition vers un régime politique libéral.
Les années 1970 voient l'apogée de l'exploitation des gisements pétroliers de l'Équateur, qui en devient le deuxième plus grand exportateur d'Amérique latine derrière le Venezuela. Ses nouveaux revenus lui procurent les fonds d'investissement étrangers dont il a besoin, mais stimulent également l'inflation et augmentent les inégalités sociales. Un référendum sur le projet d'une nouvelle constitution et la mise en place d'une élection présidentielle future se déroule en 1978 et l'année suivante, Jaime Roldós Aguilera (1940-1981), le chef de la Concentration des forces populaires, est élu président. Il décide de réformer l'agriculture en 1975 dont la structure archaïque demeure très pénalisante (40 % des terres cultivables étant possédées par 1 % de la population) et cette réforme se met en place en 1980. Mais des incidents frontaliers dégénèrent en mars 1981 en conflit armé avec le Pérou. Les deux camps s'apaisent grâce à l'arbitrage international.
En mai 1984, León Febres-Cordero (1931-2008) devient le nouveau chef de l'État ; il oriente de nouveau la politique économique vers le libéralisme, mais son gouvernement doit faire face, en 1986  à la mutinerie du général Frank Vargas Pazzos (es) et en 1987, à un puissant séisme dans l'Oriente qui fait 3 000 morts.
En 1988, le socialiste démocrate Rodrigo Borja Cevallos est élu mais doit affronter dès juin 1990, le mouvement des Indiens pour la reconnaissance de leurs droits, les tribus indiennes paralysent le pays par une grève pacifique (voir CONAIE). Ce Levantamiento indien est un véritable électrochoc pour le pouvoir politique et malgré l'opposition de l'armée et de la plupart des partis politiques, le président Borja accorde à la confédération des Shuars la propriété de 11 000 km2 de territoire en Amazonie. Une répression discrète est conjointement menée par des groupes paramilitaires qui éliminent certains chefs indiens.
En 1990, 45 % de la population vivent dans l’extrême pauvreté.
En 1992, Sixto Durán-Ballén (1921-2016) accède à la présidence, son mandat est marqué par une loi de développement agraire et le maintien de la croissance économique, par de nouvelles tensions avec le Pérou et en janvier 1995 par une lutte armée. La cause en est un territoire disputé, appelé la cordillère du Condor, couvrant une superficie de 340 km2 dans une région montagneuse mais potentiellement riche en pétrole et constituant un débouché sur l'Amazonie. Après la signature du cessez-le-feu en mars 1995, les négociations aboutissent à la création d'une zone démilitarisée, toutefois les tensions persistent.
En 1996, Abdala Bucaram (1952-), du PRE (Parti roldosiste équatorien), est élu Président de la République et nomme Rosalía Arteaga au poste de vice-présidente ; pour la première fois dans le pays, une femme atteint ce niveau en politique. Il prend comme conseiller l'ancien ministre argentin de l’Économie, Domingo Cavallo, de tendance néolibérale. Le gouvernement annonce des hausses massives des tarifs publics et l’élimination des subventions sur des articles de première nécessité. Les syndicats et le mouvement indigène déclenchent une grève générale. L’ampleur du mouvement social est telle que les « élites » prennent peur. Le 6 février 1997, le Congrès destitue le président, devenu très impopulaire après plusieurs affaires de corruption. 
En juillet 1998, le chrétien démocrate Jamil Mahuad (et ancien maire de Quito) est élu président. Il doit faire face à une situation économique difficile, liée notamment à la crise économique asiatique. La monnaie est dévaluée de 15 %, les prix des combustibles et de l’électricité quintuplent, ceux des transports publics augmentent de 40 %. Le gouvernement s’apprête à privatiser plusieurs secteurs clés de l’économie : pétrole, électricité, télécommunications, ports, aéroports, voies ferrées et poste. La répression d'une première grève générale fait trois morts. La situation sociale est critique : plus la moitié de la population est victime du chômage, 60 % vivent sous le seuil de l’extrême pauvreté, les employés publics ne sont plus payés depuis trois mois. Une nouvelle hausse de la TVA, associée à la suppression des subventions au gaz domestique, aux tarifs électriques et au diesel, déclenche un nouveau mouvement social. En province, à Latacunga, l’armée tire sur les indigènes qui coupent la route Panaméricaine, faisant 17 blessés par balles. 
En outre les scandales de corruption affolent l'opinion publique. L’ex-vice-président Alberto Dahik, architecte du programme économique néolibéral, fuit à l'étranger après avoir été mis en examen pour « utilisation douteuse des fonds réservés ». L’ex-président Fabián Alarcón est arrêté, accusé d’avoir couvert plus de mille emplois fictifs. Le président Mahuad est mis en cause par Noboa pour avoir reçu de l’argent du narcotrafic pendant sa campagne électorale. Plusieurs grands banquiers sont également cités dans des affaires. En mai 1999, dans le cadre de l'accord de paix signé en octobre de l'année précédente, les frontières en Amazonie entre l'Équateur et le Pérou sont définitivement fixées en mettant fin à un long litige frontalier (vieux d'un siècle et demi et à l'origine de plusieurs conflits).

### Galerie présidentielle partielle (1926-2000)

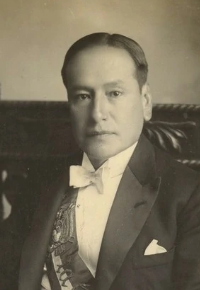
Isidro Ayora 1926-1931
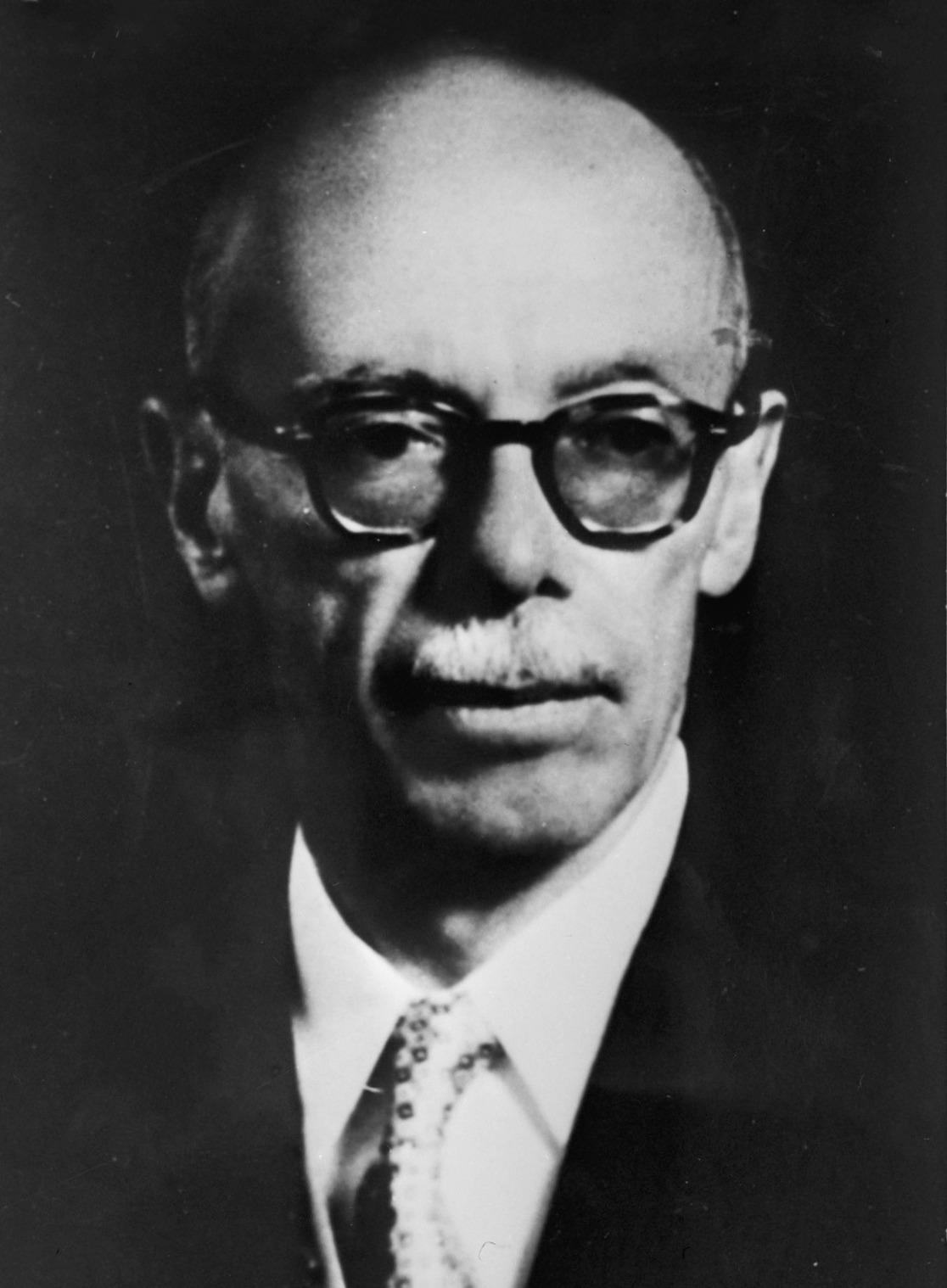
José María Velasco Ibarra 1934-1935, 1944-47, 1952-1956, 1960-1961, 1968-1972
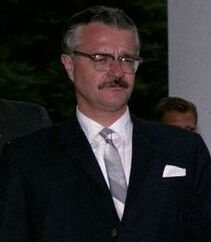
Carlos Julio Arosemena Monroy 1961-1963
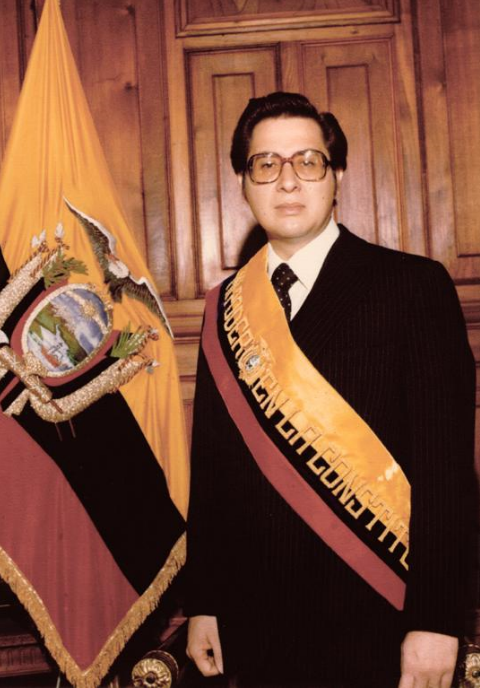
Jaime Roldós 1979-1981
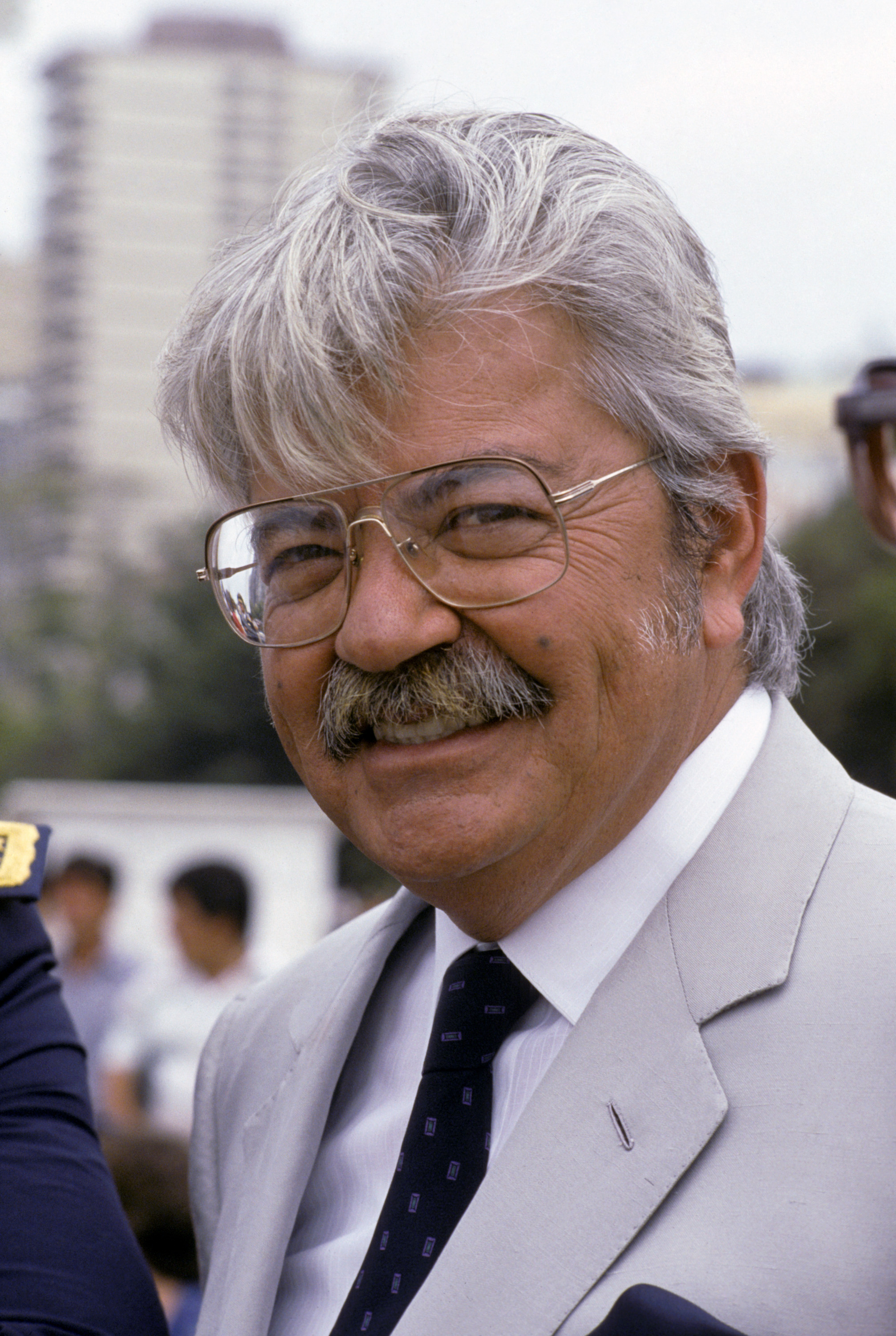
León Febres-Cordero 1984-1988
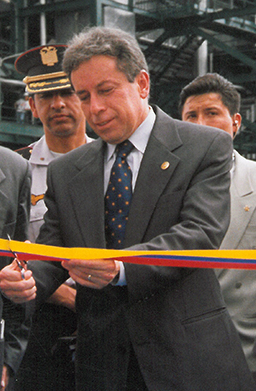
Fabián Alarcón 1997-1998
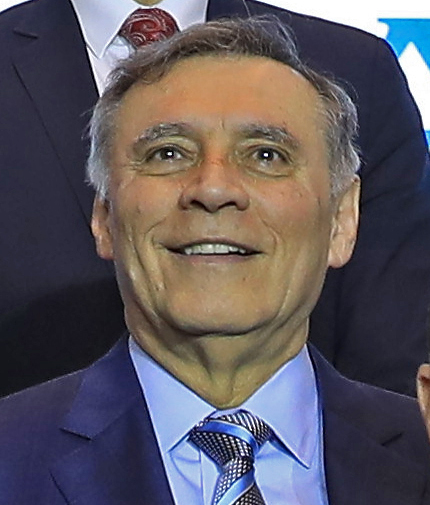
Jamil Mahuad 1998-2000

## LeXXIesiècle
L'annonce de l'abandon de la monnaie nationale (le sucre) au profit du dollar dans les premiers jours de l'année 2000 provoque dès le 9 janvier, un soulèvement populaire à Quito. L'armée et la police refusent de rétablir l'ordre public et de charger les manifestants qui pressent les portes du palais présidentiel. Le 11 janvier, le Congrès et la Cour Suprême sont dissous, et dans le même temps,  un gouvernement patriotique d'unité nationale rassemblant 21 parlements provinciaux est instauré. Le 21 du même mois, lors d'une marche sur la capitale, les rebelles assistent au ralliement de l'armée à leurs côtés. Le haut commandement n'entend alors qu'un soutien à une solution constitutionnelle. La réelle passation de pouvoir se fait pendant cette nuit où la confusion est totale lorsque le président Jamil Mahuad doit fuir le palais pour sa propre sécurité et le lendemain, le vice-président, Gustavo Noboa est investi au cours d'une cérémonie célébrée au siège du Commandement conjoint, en présence des hauts commandants de l'armée de terre, de la marine et de l'aviation.
Sixième président équatorien en quatre ans, Noboa annonce immédiatement son intention de maintenir la dollarisation de l'économie et appelle à la réconciliation nationale. Tandis que, dans la Sierra, la Confederación de Nacionalidades Indígenas del Ecuador (Confédération des nationalités indigènes de l'Équateur, CONAIE, Conaie) poursuit la mobilisation des rebelles, le président procède au mois de mai de cette année 2000 à un remaniement militaire, et propose un projet d'amnistie pour tous les maquisards.
Le 15 janvier 2003, Lucio Gutiérrez l'un des anciens colonels impliqués dans cette action de janvier 2000, devient, à l'aide de la Conaie mais aussi des partis centristes, président de l'Équateur. Il est destitué en 2005, remplacé par son vice-président Alfredo Palacio. Lors des élections générales de 2006, Rafael Correa (1963-), économiste de gauche, est élu. Il mène un projet de nouvelle constitution qui est approuvé par referendum en 2008, ce qui provoque des nouvelles élections générales. Il est réélu en 2009. Le 30 septembre 2010, une crise politique entraîne une mutinerie de la police. Le président Rafael Correa est mis en danger, mais les militaires rétablissent la situation.
- Politique en Équateur
- 2000-2003 : présidence Gustavo Noboa (1937-2021).
- 2003-2005 : présidence Lucio Gutiérrez (1957-).
- 2005-2007 : présidence Alfredo Palacio (1939-).
- 2007-2017 : présidences Rafael Correa (1963-).
- 2017-2021 : présidence Lenín Moreno (1953-).
- 2021-2023 : présidence Guillermo Lasso (1955-).
- Depuis 2023 : présidence Daniel Noboa (1987-).

### Galerie présidentielle récente

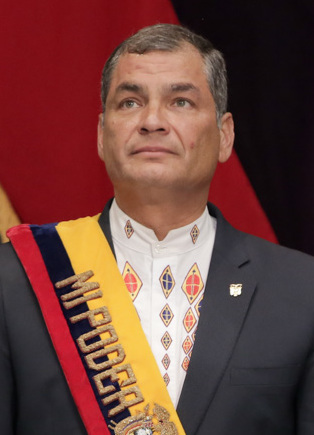
Rafael Correa 2007-2017
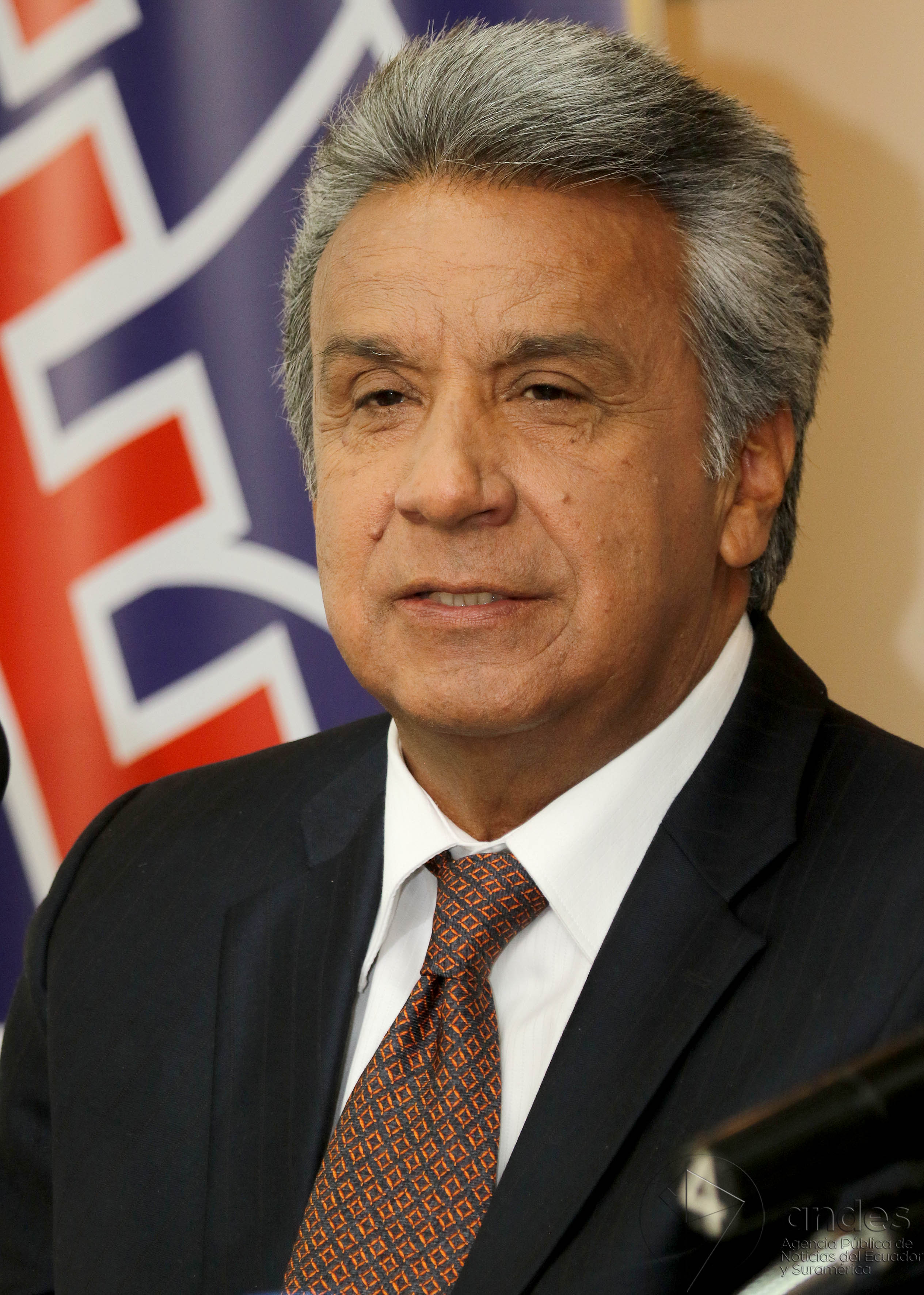
Lenín Moreno 2017-2021
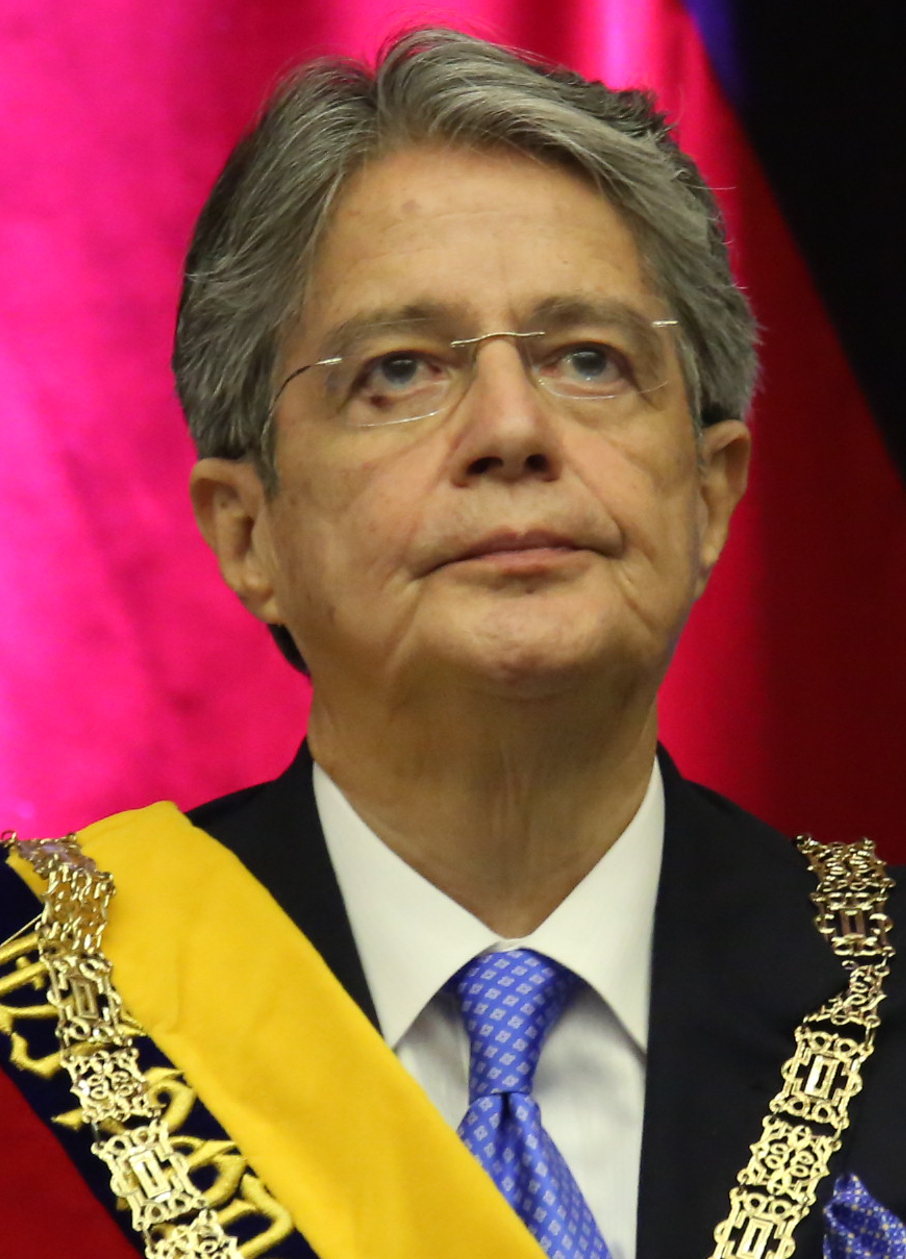
Guillermo Lasso 2021-2023
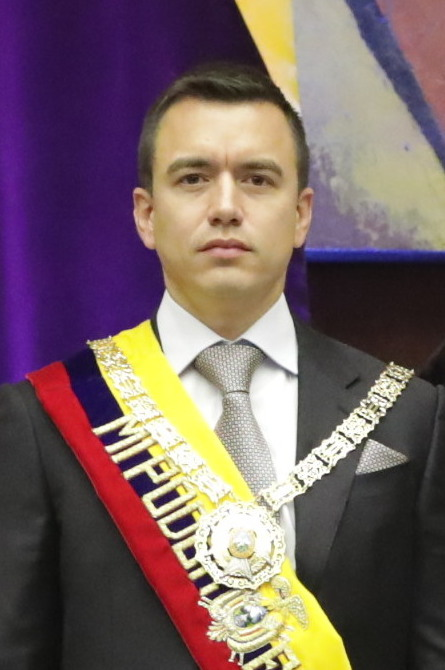
Daniel Noboa depuis 2023

### Galerie vice-présidentielle récente

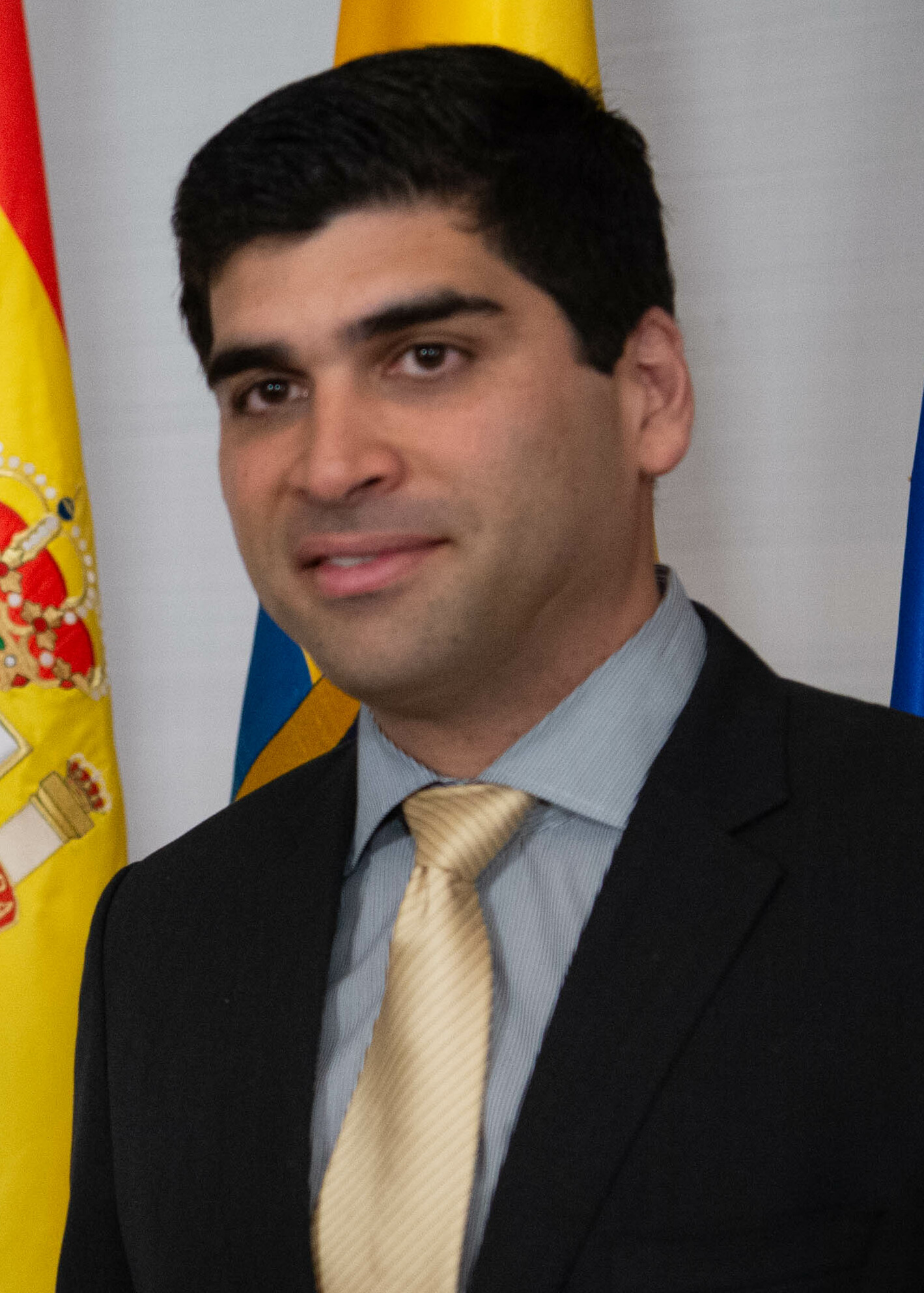
Otto Sonnenholzner 2018-2020
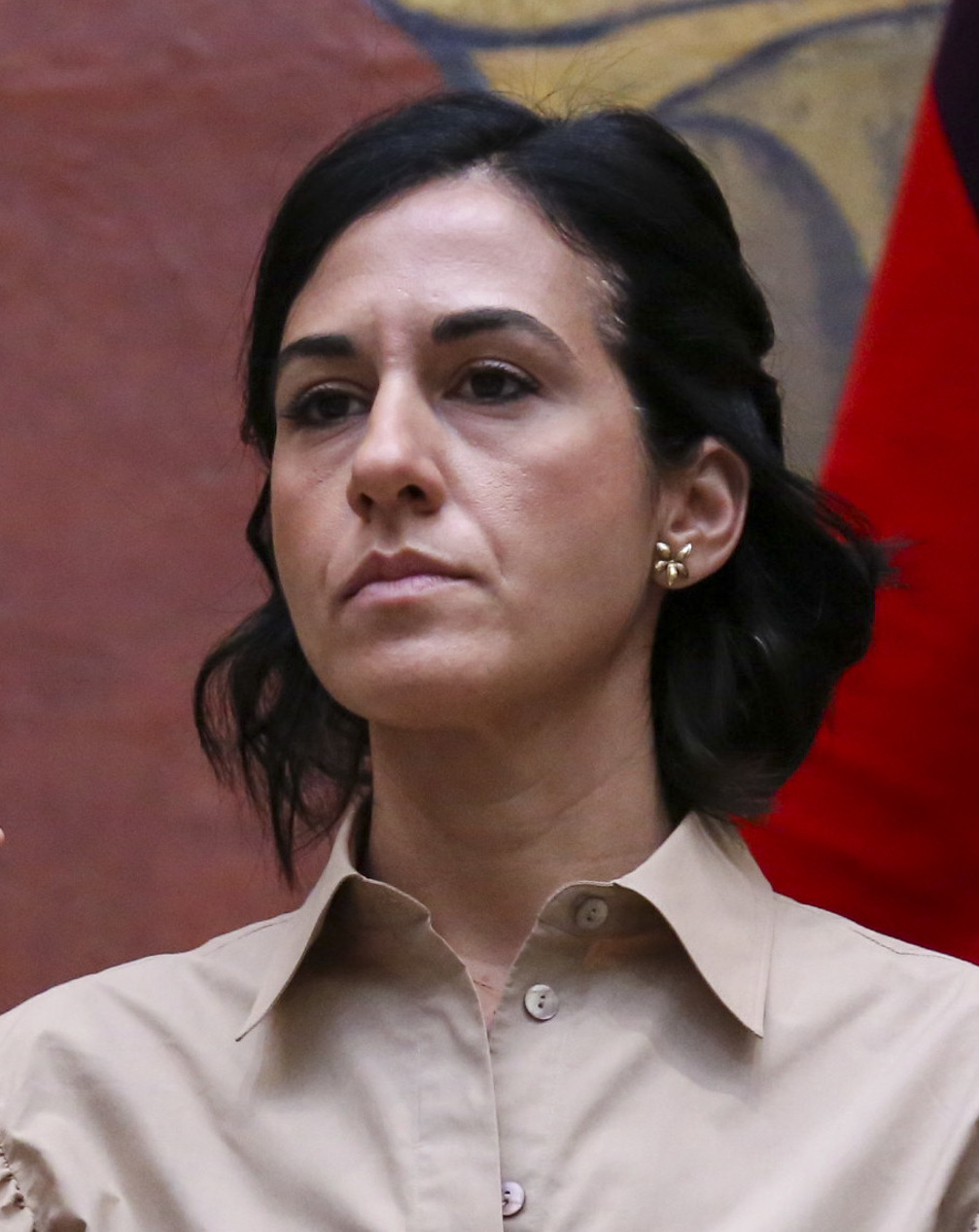
María Alejandra Muñoz 2020-2021
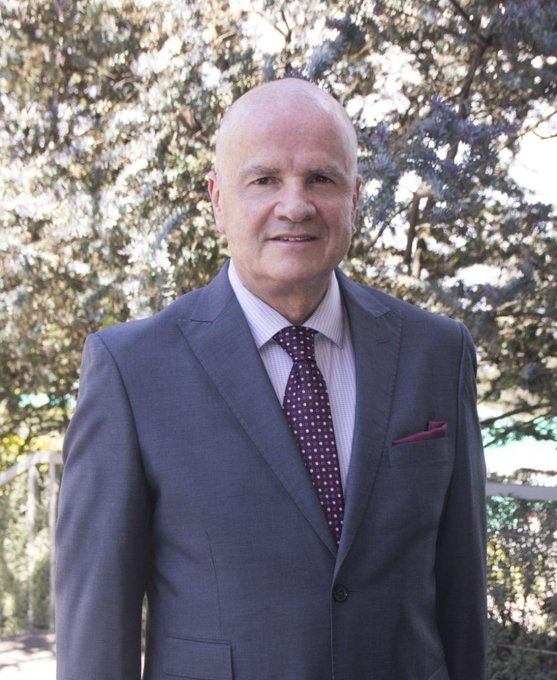
Alfredo Borrero 2021-2023
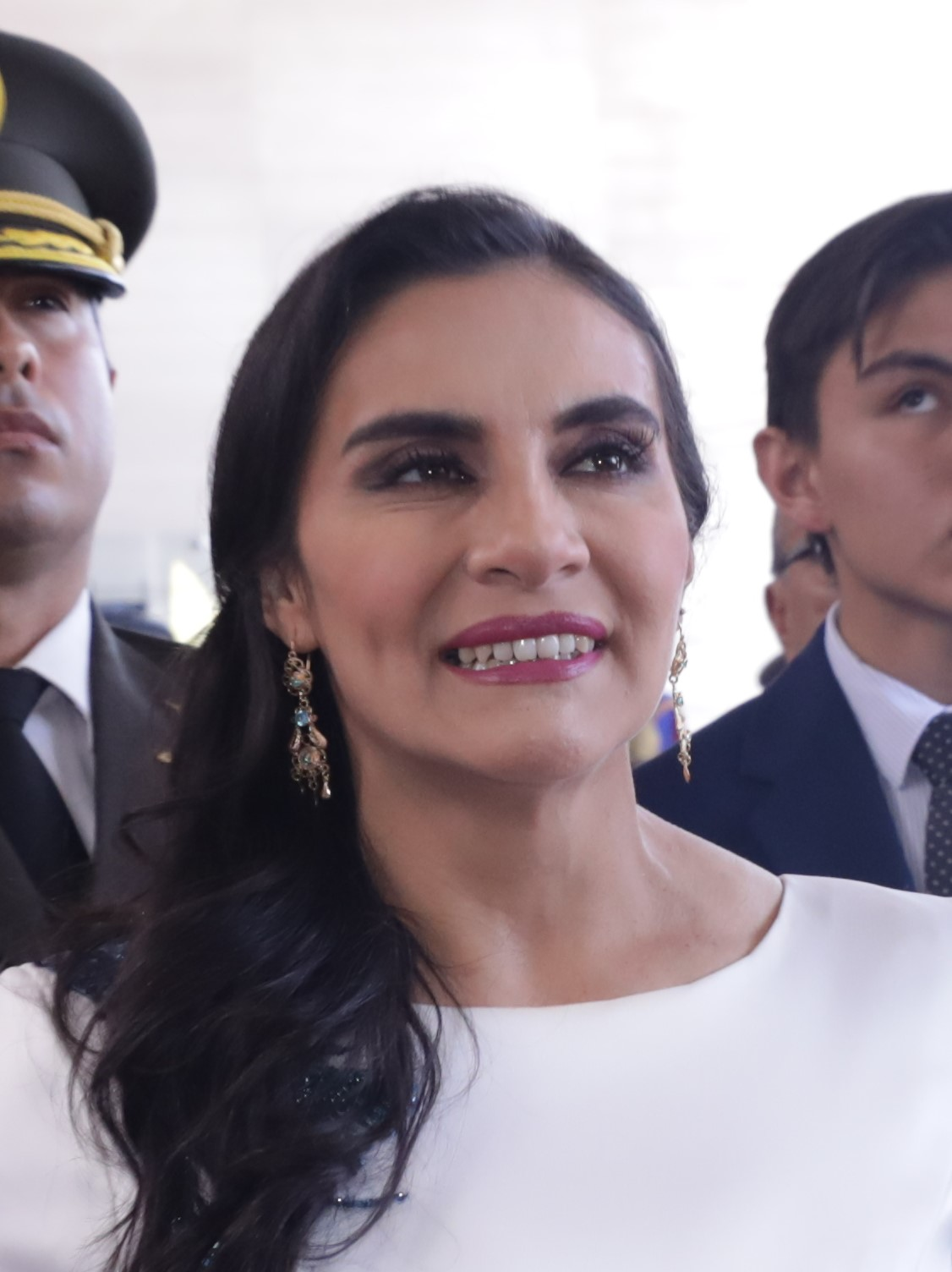
Verónica Abad Rojas depuis 2023